# Totenkirche (Neckarbischofsheim)

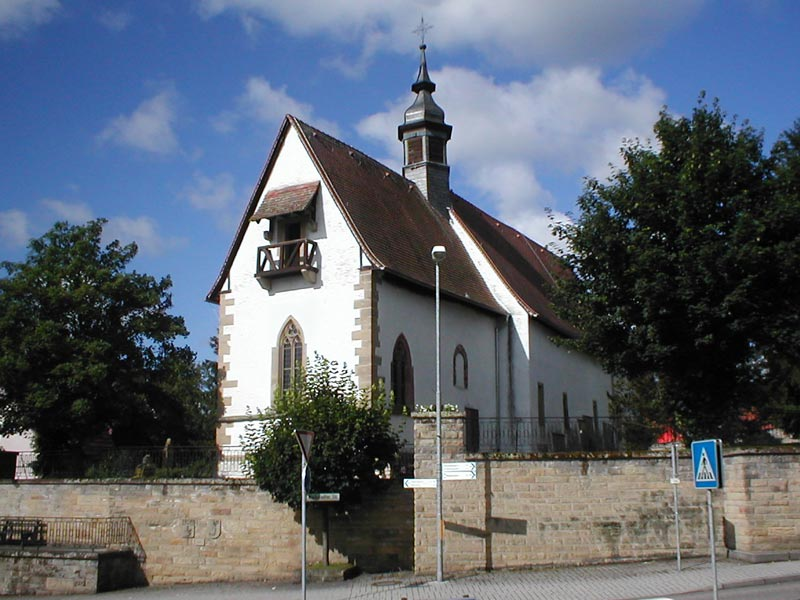
Die Totenkirche in Neckarbischofsheim mit Außenkanzel am Giebel

Die als Totenkirche bekannte Pfarrkirche St. Johann in Neckarbischofsheim im Rhein-Neckar-Kreis im nördlichen Baden-Württemberg ist die seit dem 14. Jahrhundert belegte ursprüngliche Pfarrkirche des Ortes. Ihren heute üblichen Namen erhielt sie aufgrund der zahlreichen historischen Grabmäler der Herren von Helmstatt, deren wichtigste Linie ihren Sitz in Neckarbischofsheim hatte. Wegen ihrer zahlreichen Grabdenkmale zählt die Kirche zu den bedeutendsten Kulturdenkmälern des Kraichgau.

## Geschichte

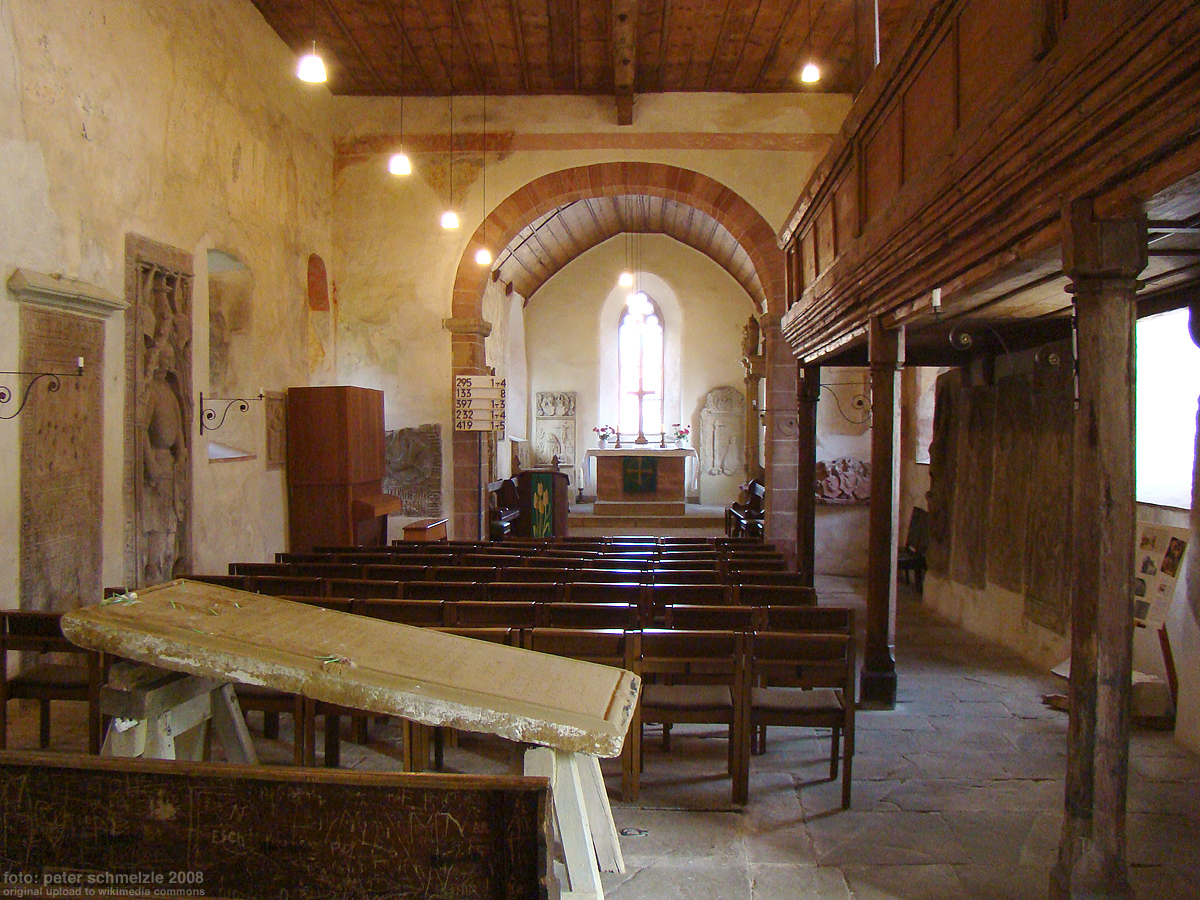
Blick durch das Langhaus zum Chor, während der Sanierungsarbeiten 2008

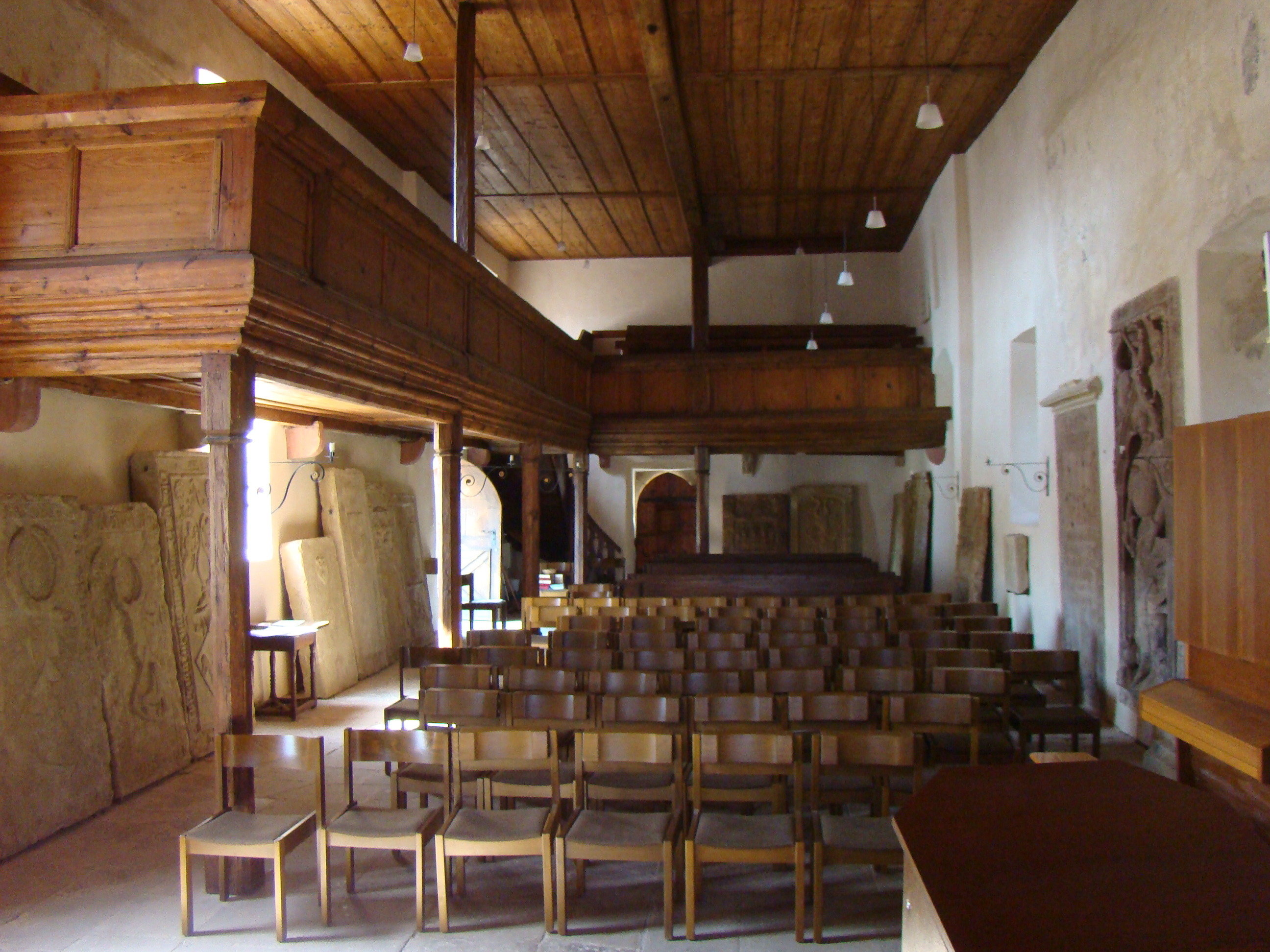
Blick vom Chor durch das Langhaus, Aufnahme von 2012

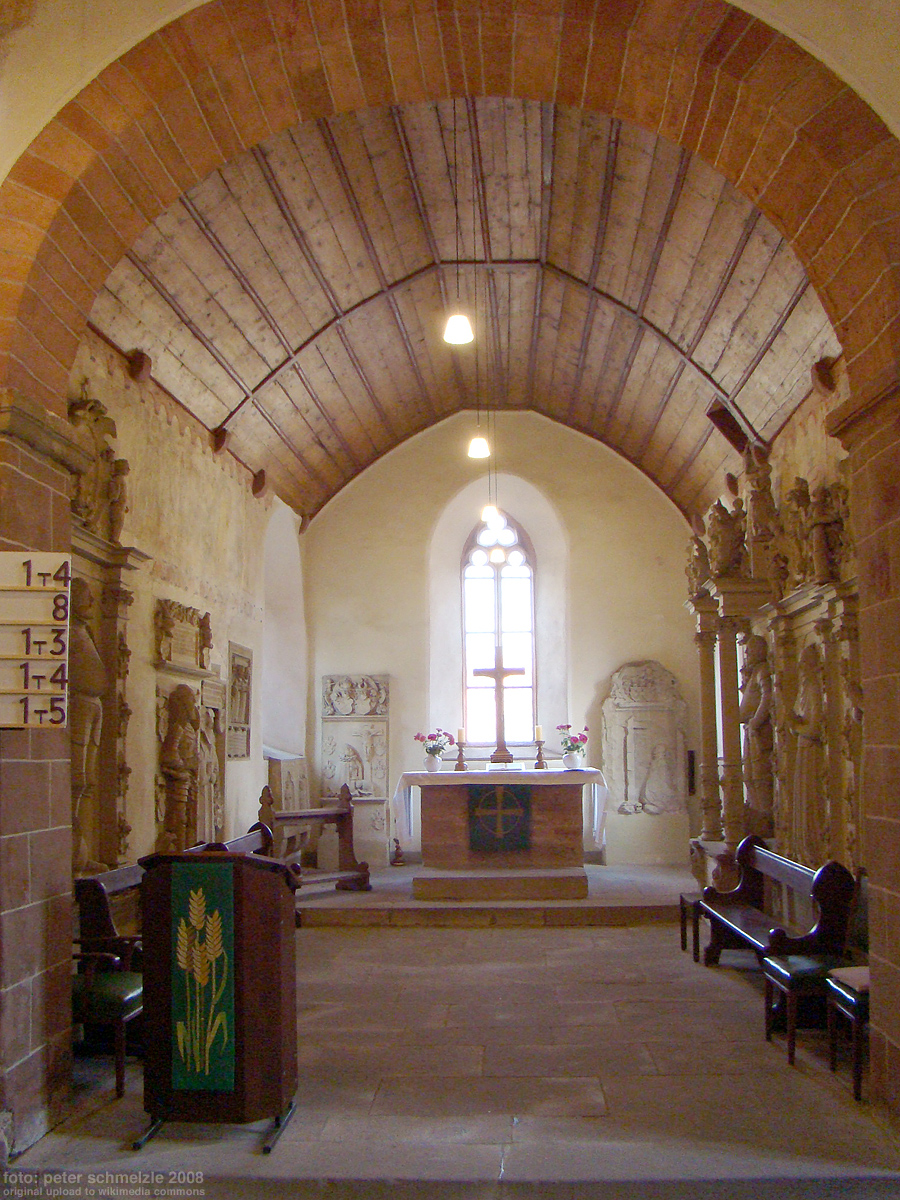
Chor mit Helmstatt-Epitaphen

Die heutige Totenkirche in Neckarbischofsheim wurde erstmals 1330 anlässlich der Bestätigung eines im Vorjahr getätigten Güter- und Rechtetauschs zwischen Raban I. von Helmstatt und dem Bistum Worms als Pfarrkirche erwähnt. Im Zuge dieses Tausch ging das Patronatsrecht der Kirche gegen fünf Höfe in Grombach und den Oberbiegelhof an den Bischof von Worms. Die Kirche war ursprünglich Johannes dem Täufer geweiht und bestand zur Zeit des Tausches bereits seit der Zeit der „Altvorderen“. Die ältesten Bauteile der Kirche zeigen Stilelemente der Spätromanik, weswegen die Kirche vermutlich im 11. oder 12. Jahrhundert erbaut wurde. 1348 ging das Patronatsrecht an das Stift Wimpfen über. Die Kirche war ursprünglich kleiner und wurde mehrfach umgebaut. Durch dendrochronologische Untersuchungen konnten Hölzer im Dachstuhl auf 1364 und 1405 datiert werden. Die Kirche war einst vom Friedhof umgeben. Nach Süden an sie angebaut stand eine eingewölbte Sakristei, vor der noch Fundamentreste sichtbar sind. Auf dem Friedhof gab es ein 1552/53 und 1598 erwähntes Beinhaus, dessen genauer Standort nicht mehr bekannt ist.
Zwischen 1350 und 1375 entstanden wohl die friesartigen Chormalereien, die an der Nordseite Szenen aus der Schöpfungsgeschichte des Alten Testaments zeigen, während an der Südseite neutestamentliche Szenen aus dem Leben Jesu dargestellt sind. Die Ausmalung erfolgte wohl durch Mönche des Wimpfener Stifts. Die Malereien des Langhauses sind etwas jünger.
Die Kirche diente nachweislich seit der Mitte des 14. Jahrhunderts als Grabkirche der Herren von Helmstatt, deren bedeutendste Linie zu Bischofsheim saß. Die Adeligen wurden in oder bei der Kirche bestattet, ihre Gräber mit steinernen Grabplatten abgedeckt, daneben kamen auch schmuckvolle Grabdenkmale (Epitaphe) zur Aufstellung, die die Verstorbenen als lebensgroße Sandsteinplastiken zeigen. Die ältesten Grabplatten sind die von Raban II. († 1343) und Dieter († 1344). Insgesamt befinden sich in und an der Kirche über 40 historische Grabmäler.
Im 15. Jahrhundert wurde der Chor umgestaltet und erhielt hierbei seine gotischen Fenster. Zweck des Chorumbaus war möglicherweise die Schaffung einer ersten Gruft im Chorbereich, auf die neben schriftlichen Erwähnungen um 1700 auch die außergewöhnliche Fundamenttiefe im Chorbereich von über 3 Metern hinweist. Vor 1575 wurde die nach Süden gelegene Sakristei abgebrochen, da die erste Beerdigung in der „abgebrochenen Sakristei“ für ein am 1. Januar 1575 verstorbenes Kind belegt ist. Von 1593 bis 1595 wurde das Langhaus erweitert und die Empore eingezogen.
Die früh der Reformation zugeneigten Herren von Helmstatt reformierten Neckarbischofsheim um 1525, danach blieb der Ort, abgesehen von der örtlichen jüdischen Gemeinde, bis ins 19. Jahrhundert hinein fast rein evangelisch. Im 17. Jahrhundert verlor die Johanneskirche ihre Bedeutung als Pfarrkirche zugunsten der 1612 vollendeten Neckarbischofsheimer Stadtkirche St. Salvator. 1604 wird die Johanneskirche noch als Pfarrkirche bezeichnet, 1660 ist von der „äußeren Pfarrkirche“ die Rede, so dass zu diesem Zeitpunkt beide Kirchen Pfarrkirchen gewesen sein könnten, 1698 wird die Kirche dann erstmals als „Totenkirche“ bezeichnet und die Stadtkirche St. Salvator scheint zur einzigen Pfarrkirche geworden zu sein.
1769 legte Carl Christoph von Helmstatt († 1795) eine neue Gruft an, in der bis in die Mitte des 19. Jahrhunderts die Angehörigen der Familie von Helmstatt bestattet wurden. Nachdem der Friedhof um die Kirche zu klein für den Ort geworden war, wurde 1860 ein neuer Friedhof am Ortsrand angelegt. Die Familie von Helmstatt erwarb dort 15 Grabstellen und ließ dort um 1890 auch die Helmstattkapelle errichten. Nach der Anlage des neuen Friedhofs fanden vorerst keine Beisetzungen in der Kirche mehr statt.
Nachdem sich eine katholische Gemeinde entwickelt hatte, wurde die Totenkirche ab den 1840er Jahren für katholische Gottesdienste genutzt, bis zum Bau der katholischen Kirche Maria Königin im Jahre 1955. Während dieser Zeit wurden 1908 die übermalten Fresken der Kirche wiederentdeckt und 1910/11 restauriert.
Als es sich um 1960 abzeichnete, dass die Familie von Helmstatt aussterben würde, wurden die auf dem neuen Friedhof bestatteten Familienangehörigen in die Gruft unter der Totenkirche umgebettet. Auch die letzten Familienangehörigen fanden dort nach ihrem Tod die letzte Ruhe. Die letzte Beisetzung in der Totenkirche fand 1966 statt.
Von 1973 bis 1975 wurde die Kirche umfassend saniert, dabei rekonstruierte man auch das im 19. Jahrhundert umgebaute Fenster der Nordseite anhand einer Zeichnung von 1832. Die Orgel erbaute 1975 Friedrich Weigle, das Instrument hat vier Register.
Von 2007 bis 2011 wurde die Kirche erneut umfangreich saniert. Ein Schwerpunkt dabei war die Konservierung der 24 historischen Grabdenkmale im Außenbereich, Grabmale im Inneren sowie das Gebäude selbst wurden ebenfalls konserviert.

## Beschreibung

### Architektur
Die Totenkirche ist eine einschiffige Saalkirche mit nach Osten angebautem rechteckigen Chor. Sowohl Langhaus wie Schiff deckt ein Satteldach. Im Übergang der beiden Dächer ist ein Dachreiter als Glockentürmchen aufgesetzt. Der Chor weist zwei Maßwerkfenster auf, während das Langhaus von schmalen rechteckigen Fensternischen erhellt wird, die vereinzelt mit eingefügtem Dreipass ebenfalls Maßwerk zeigen. In den nach Osten zeigenden Chorgiebel ist eine balkonartige und überdachte Außenkanzel eingebaut.
Im Inneren des Langhauses ist eine flache Holzdecke eingezogen, der durch einen weiten Triumphbogen erschlossene Chor weist ein hölzernes Tonnengewölbe auf. An der West- und Südwand des Langhauses läuft eine hölzerne einstöckige Empore um.

### Grabdenkmale

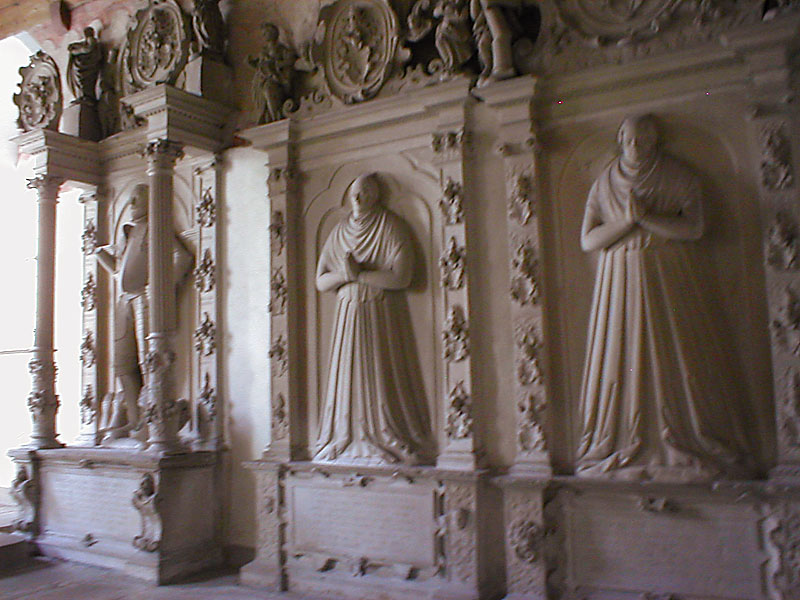
Epitaphe für Johann Philipp von Helmstatt und seine Frauen Agnes († 1580) und Dorothea († 1606) an der Südwand des Chors

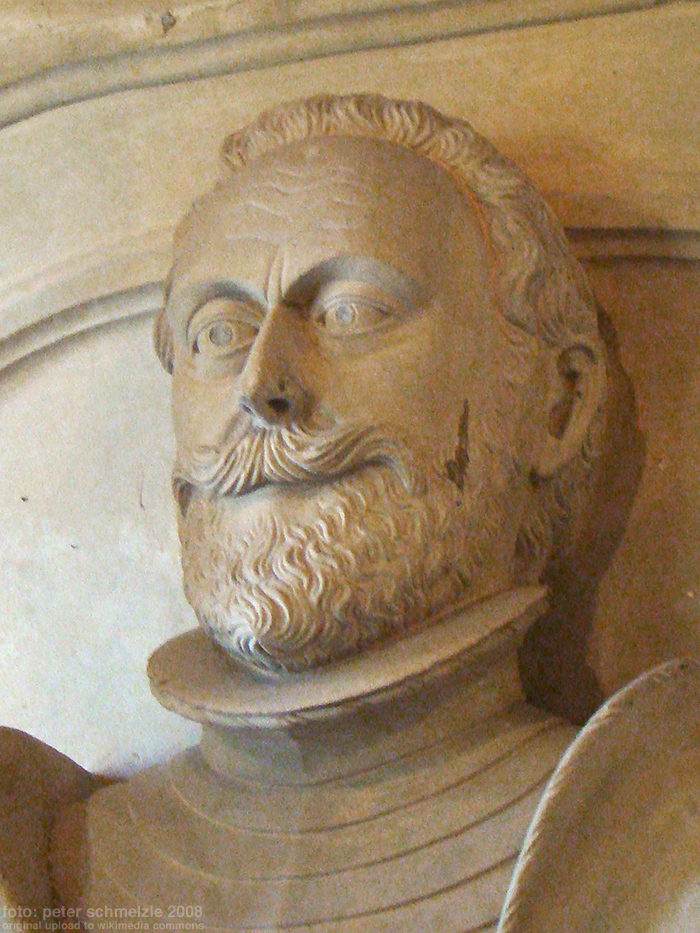
Johann Philipp von Helmstatt, Epitaphdetail

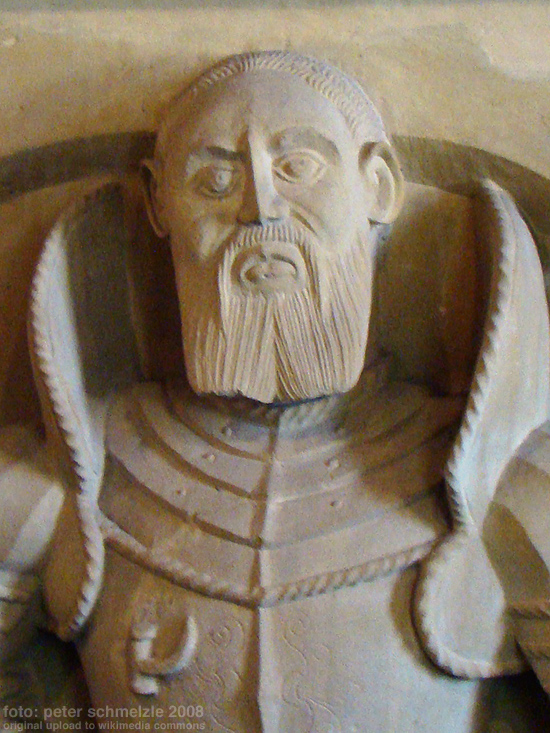
Philipp von Helmstatt, Epitaphdetail

Die Grabdenkmale der Totenkirche sind teils Grabsteine und Grabplatten, teils auch Epitaphe. Überwiegend sind es Grabdenkmale der Herren von Helmstatt, wegen Herkunft ihrer Frauen oder Heirat der Töchter in diese Familien sind auch die Namen und Wappen der Herren von Neipperg, Landschad von Steinach, Herren von Hirschhorn, Herren von Venningen und weiterer Adelsgeschlechter zu finden. Die ältesten Grabmale stammen aus dem 14. Jahrhundert und sind noch in lateinischer Sprache beschriftet, beginnend mit dem Grabmal Eberhards von Helmstatt († 1427) sind die Beschriftungen dann in deutscher Sprache verfasst. Einige der ehedem auf dem Boden des Chors oder des Langhauses liegenden Grabplatten sind stark abgetreten, die früher im Außenbereich stehenden teilweise stark verwittert, während die von jeher im Inneren aufgestellten Epitaphe besser erhalten sind.
Die künstlerisch anspruchsvollsten Epitaphe befinden sich an den Chorwänden, allen voran an der Südwand das größte, vier Meter hohe Epitaph des Johann Philipp von Helmstatt (1545–1594) und seiner zwei Frauen, das aus der Werkstatt des Heilbronner Bildhauers Jakob Müller im späten 16. Jahrhundert stammt; die Personen sind hier lebensgroß plastisch abbildet. An der gegenüberliegenden Chornordwand sind weitere lebensgroße plastische Darstellungen des Philipp von Helmstatt (1496–1563) und seiner ersten Gemahlin sowie des Christoph von Helmstatt († 1578) zu sehen. Herausragende Bedeutung hat auch das an der Nordwand des Langhauses befindliche, drei Meter hohe Epitaph für Weiprecht I. († 1408), das – wiederum in Lebensgröße – den Stadtgründer von Bischofsheim unter einem gotischen Baldachin mit beigestellten allegorischen Figuren zeigt, nämlich mit Hund und Löwe als Zeichen von Treue und Stärke.
Im Innenraum befinden sich die Grabplatten und Epitaphe für die folgenden Personen:
- Agnes Philippina von Helmstatt zu Helmstadt († 1632), Tochter des Peter von Helmstatt (Grabstein, Buntsandstein)
- Heinrich von Helmstatt zu Helmstadt (1553–1627) (Grabstein, grauer Sandstein)
- Walburga, geb. von Neipperg († 1604), erste Frau Pleickards I. von Helmstatt zu Hinsingen (Grabstein, grauer Sandstein)
- Magdalena, geb. Hiltmarin († 1429), Frau Weiprechts IV. (Grabstein, grauer Sandstein)
- Hans I. von Helmstatt († 1422), Sohn Weiprechts I. (Grabplatte, grauer Sandstein)
- Dieter von Helmstatt († 1344), Sohn Rabans I. (Grabplatte, grauer Sandstein)
- Raban II. von Helmstatt († 1343), Sohn Rabans I. (Grabplatte, gelber Sandstein)
- Reinhard d. J. von Helmstatt († 1404), jüngster Sohn Weiprechts I. (Grabplatte, grauer Sandstein)
- Johann Philipp von Helmstatt (1545–1594) (Epitaph, grauer Sandstein)
- Agnes, geb. Landschadin von Steinach († 1580), erste Ehefrau Johann Philipps von Helmstatt (Epitaph, grauer Sandstein)
- Dorothea, geb. Landschadin von Steinach († 1606), zweite Ehefrau Johann Philipps von Helmstatt (Epitaph, grauer Sandstein)
- Christoph von Helmstatt († 1578) (Epitaph aus grauem Sandstein, auch dessen Grabstein erhalten)
- Philipp von Helmstatt zu Grumbach (1496–1563) (Epitaph aus grauem Sandstein und Grabplatte)
- Margaretha, geb. von Neipperg (1500–1547), erste Frau Philipps von Helmstatt zu Grumbach (Epitaph, außerdem auch Grabstein aus grauem Sandstein erhalten)
- Johann Adam († 1605), Philipp Ludwig († 1617), Maria Agnes († 1619), Kinder Ludwig Carls von Helmstatt und der Agatha Maria von Helmstatt (Kinderepitaph, Sandstein)
- Anna Felicitas († 1630) und Johann Carlin († 1631), Kinder Ludwig Carls von Helmstatt und der Anna Wilhelmina von Eltz (Kinderepitaph aus gelbem Sandstein, auch ihr Grabstein ist erhalten)
- Hans Adam von Venningen († 1601), sechsjähriger Sohn des Wilhelm von Venningen und der Helena von Helmstatt (Epitaph aus gelbem Sandstein, auch eine kleine Grabplatte ist erhalten)
- Möglicherweise eine Tochter Johann Philipps von Helmstatt († um 1600) (Kinderepitaph, Keupersandstein)
- Salome von Helmstatt († 1591), Tochter des Philipp von Helmstatt (Grabstein, grauer Sandstein)
- Agatha Maria von Helmstatt († 1619), erste Ehefrau Ludwig Carls von Helmstatt (Grabstein, grauer Sandstein)
- Agatha, geb. von Massenbach († 1604), Witwe Adams von Helmstatt und Mutter Agatha Marias (Grabstein, grauer Sandstein)
- Helena von Eltz, geb. von Seckendorf († 1624), Mutter der Anna Wilhelmina von Eltz (Epitaph, grauer Sandstein)
- Weiprecht I. von Helmstatt († 1408) (Epitaph aus Keupersandstein)
- Weiprecht IV. von Helmstatt († 1445) und zweite Frau Anna von Hirschhorn († 1442) (Grabstein aus Rotmarmor)
- Eberhard von Helmstatt († 1427), Sohn Hans’ I. (Grabsteinfragment aus grauem Sandstein)
- Ludwig Carl von Helmstatt (1578–1632), Sohn Johann Philipps von Helmstatt (Grabstein aus grauem Sandstein)

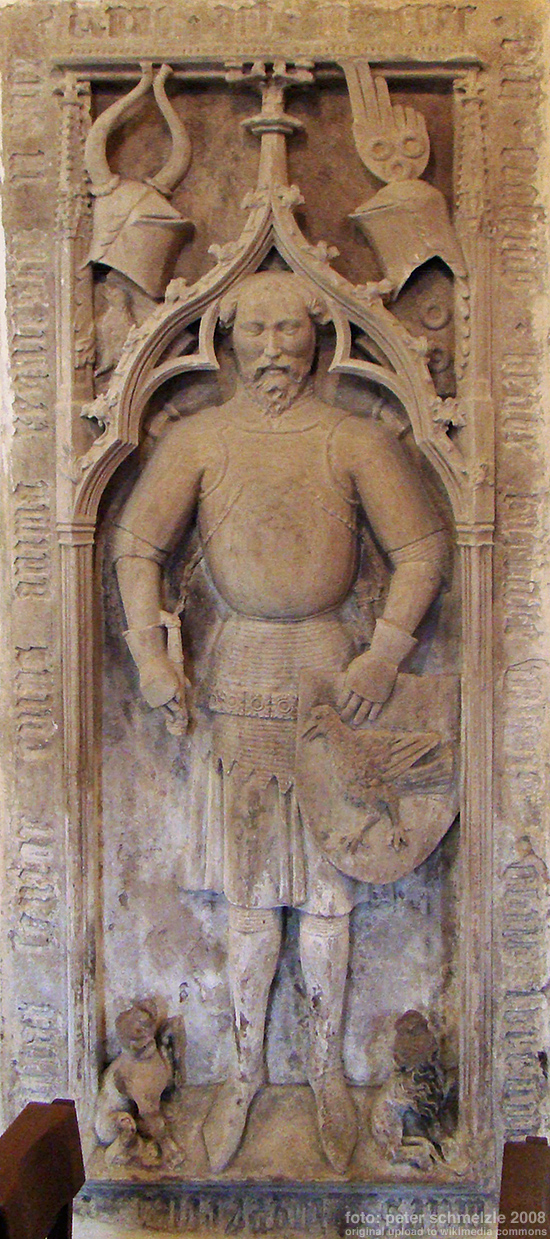
Weiprecht I. (1343–1408), Epitaph an der Nordwand
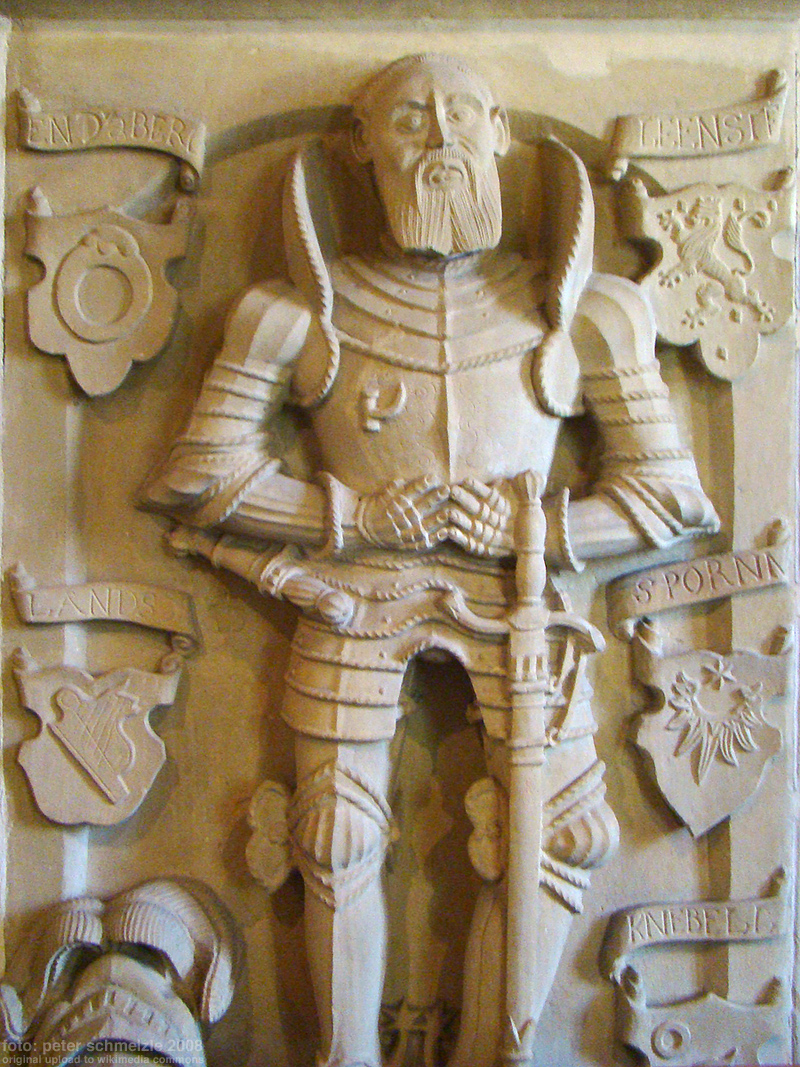
Philipp von Helmstatt (1496–1563), Epitaph an der Nordwand des Chors
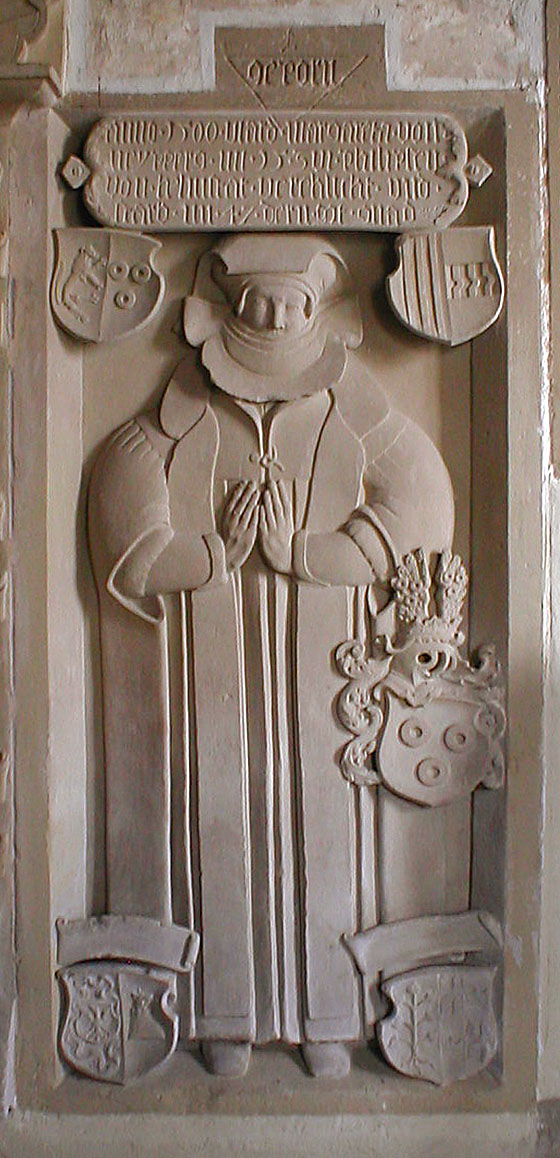
Margarete von Neipperg (1500–1547), Frau von Philipp von Helmstatt
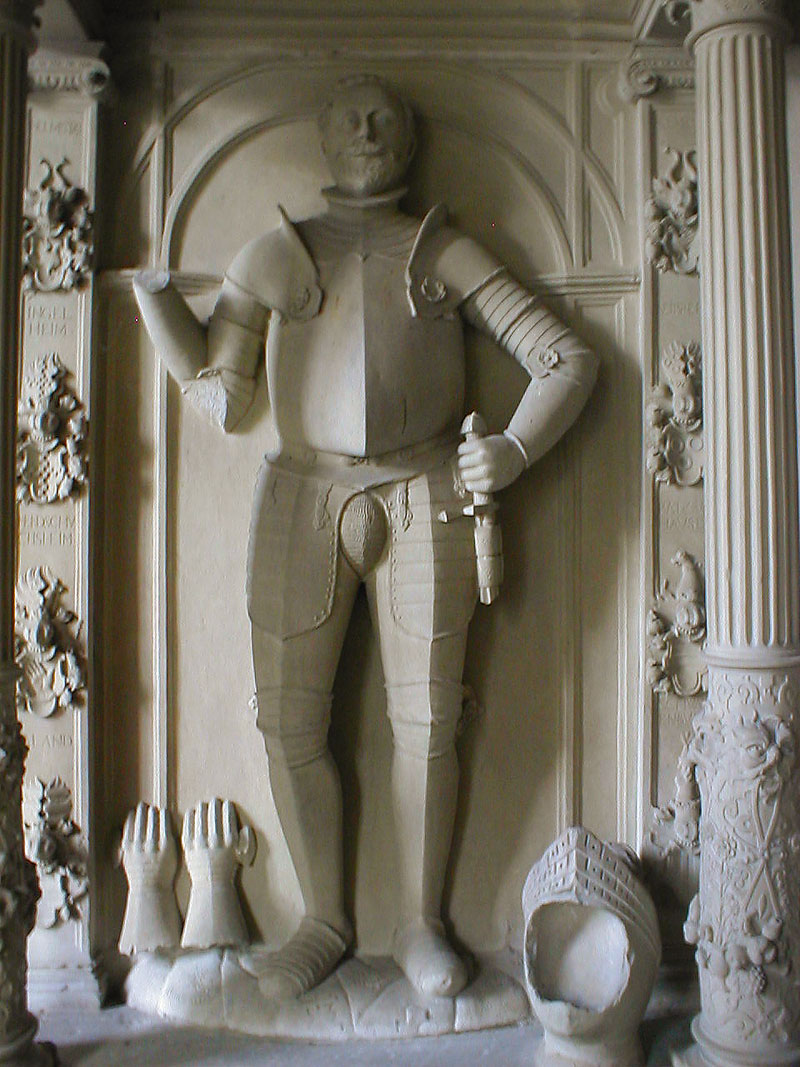
Epitaph des Johann Philipp von Helmstatt (1545–1594)
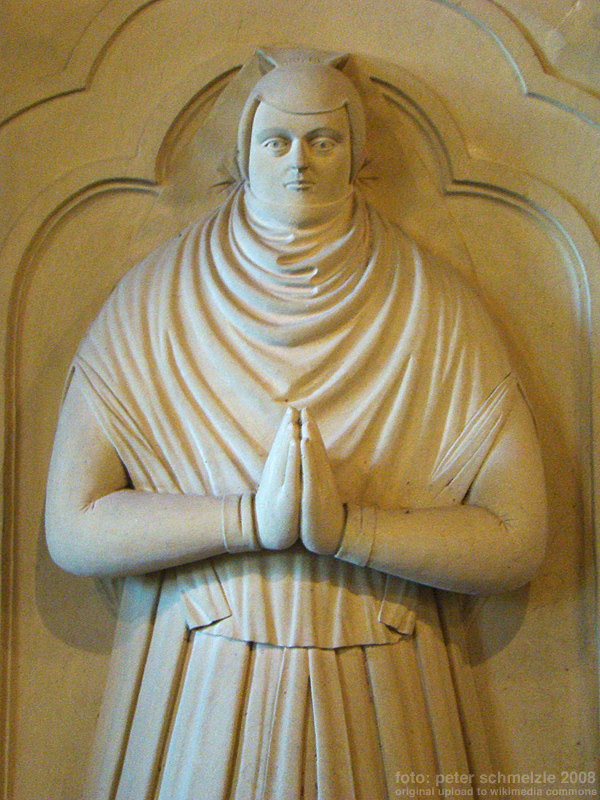
Agnes Landschadin von Steinach († 1580)
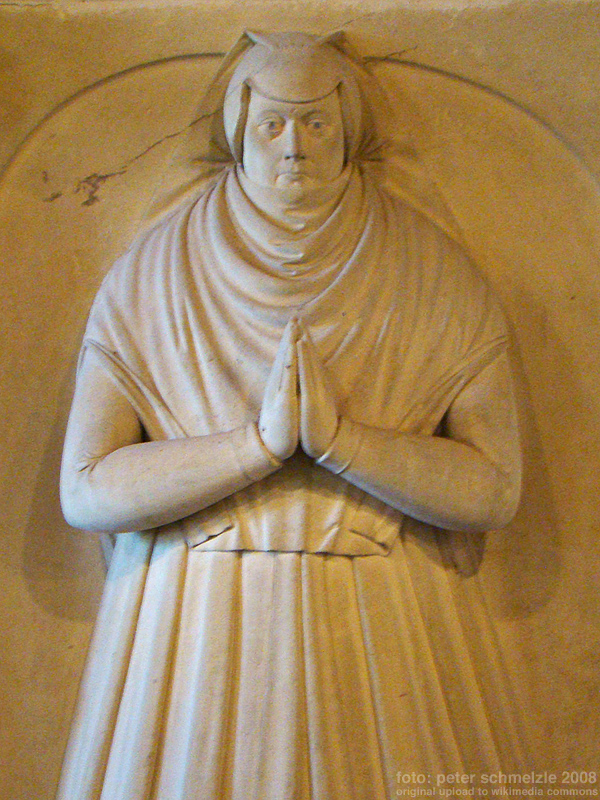
Dorothea Landschadin von Steinach († 1606)
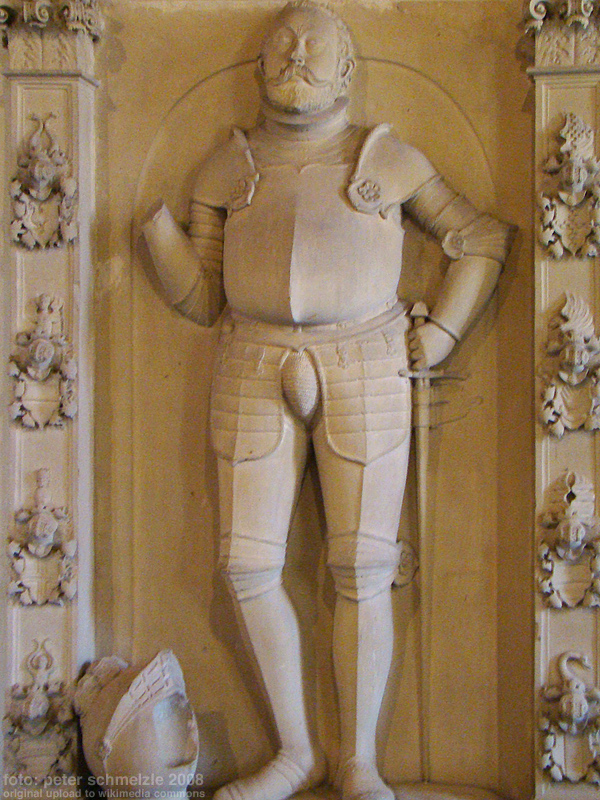
Epitaph des Christoph von Helmstatt († 1578)
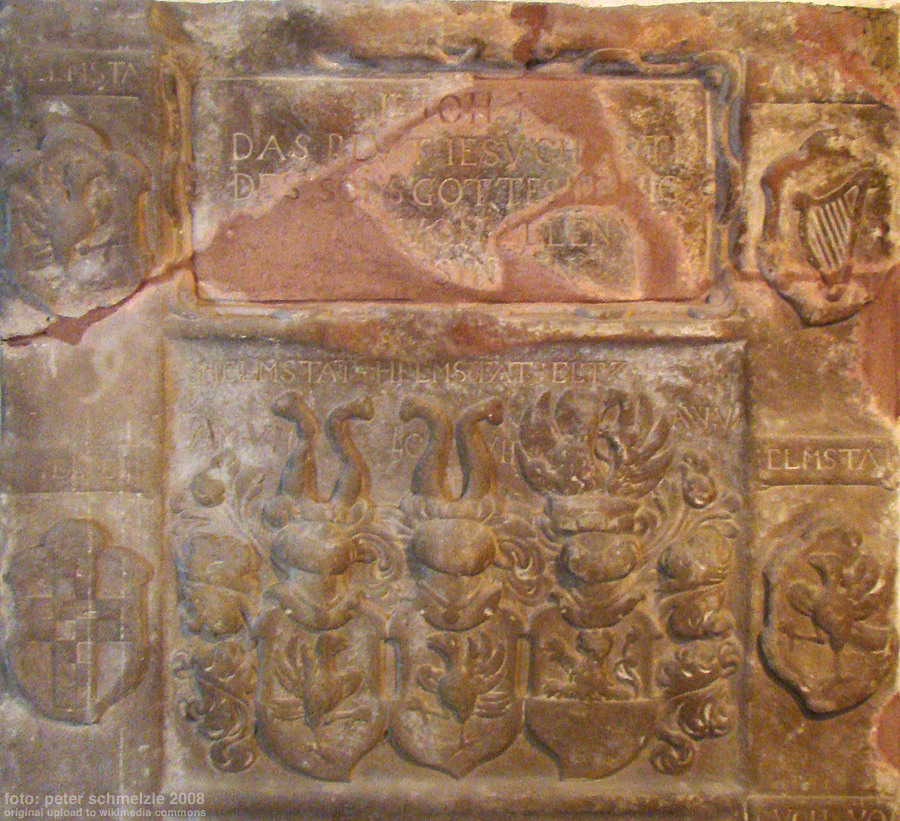
Grabstein des Ludwig Carl von Helmstatt (1578–1632)
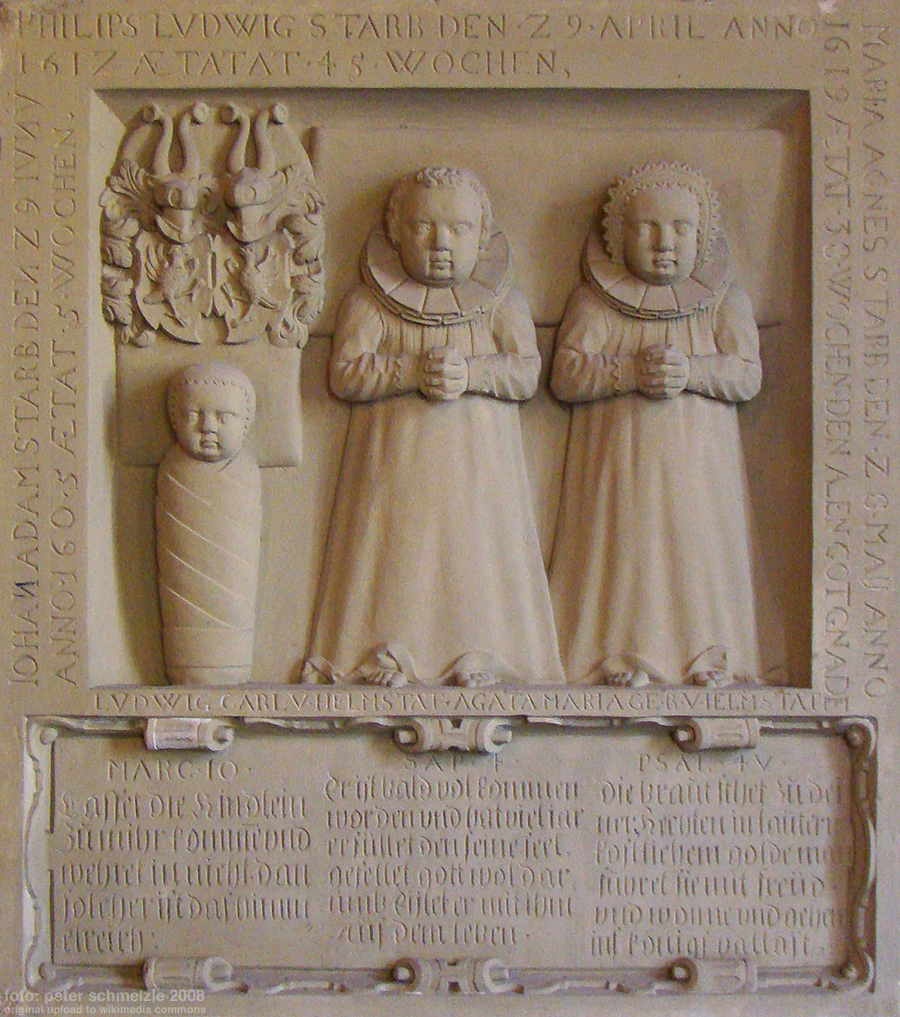
Kinder-Epitaph aus dem 17. Jahrhundert
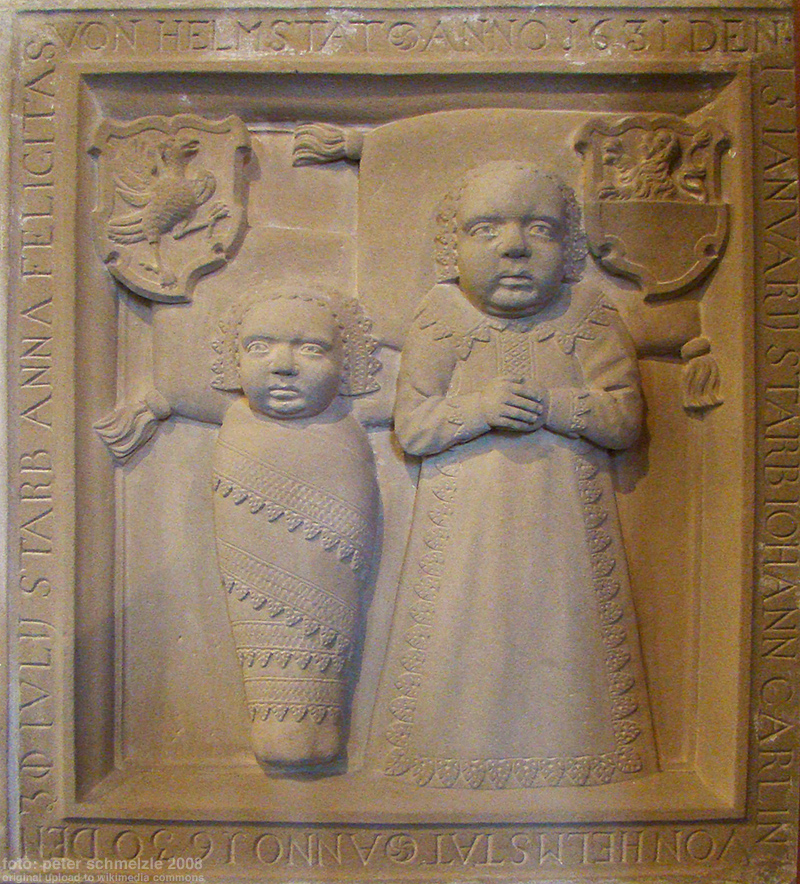
Kinder-Epitaph
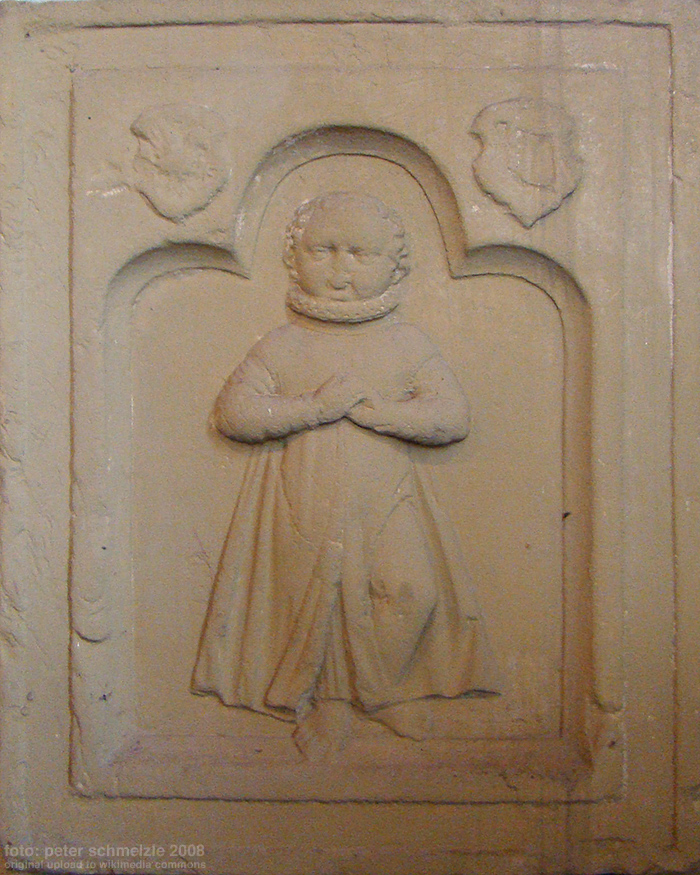
Kinder-Epitaph
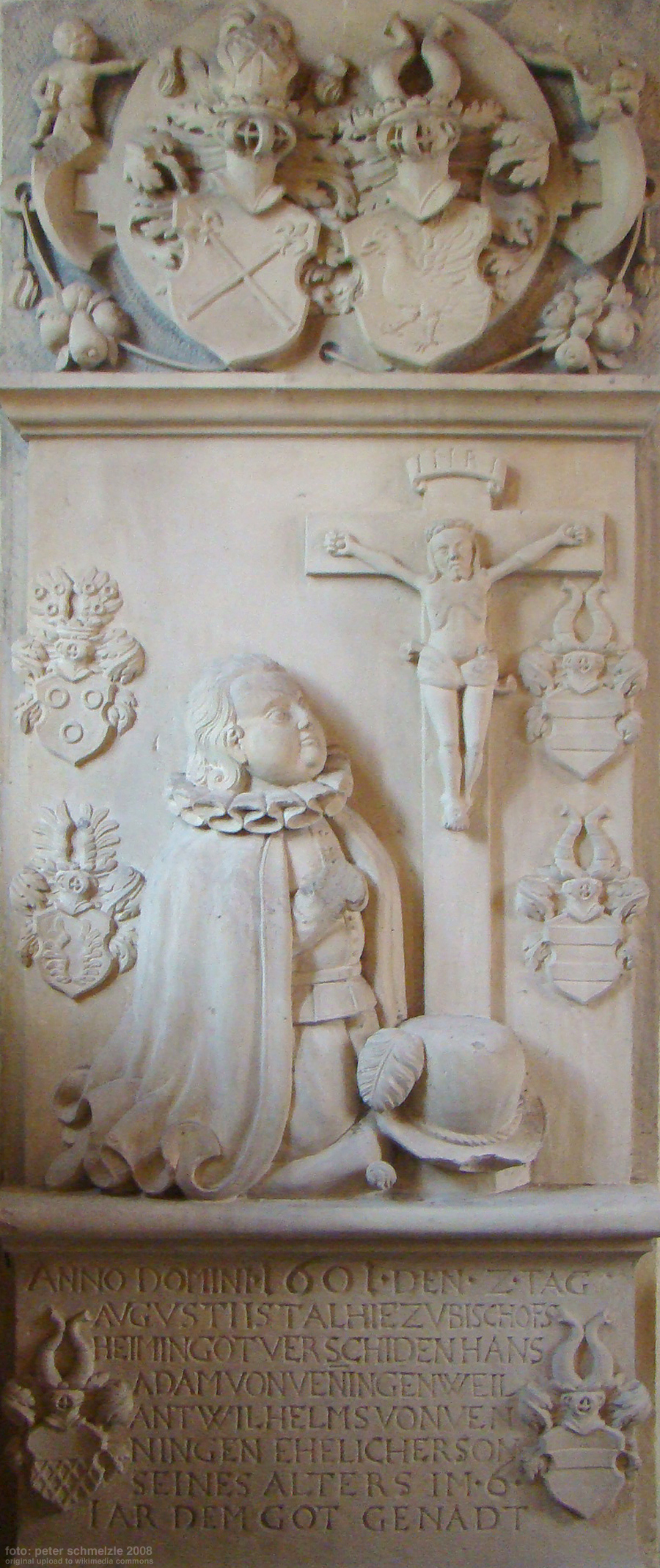
Epitaph Hans Adam von Venningen († 1601)

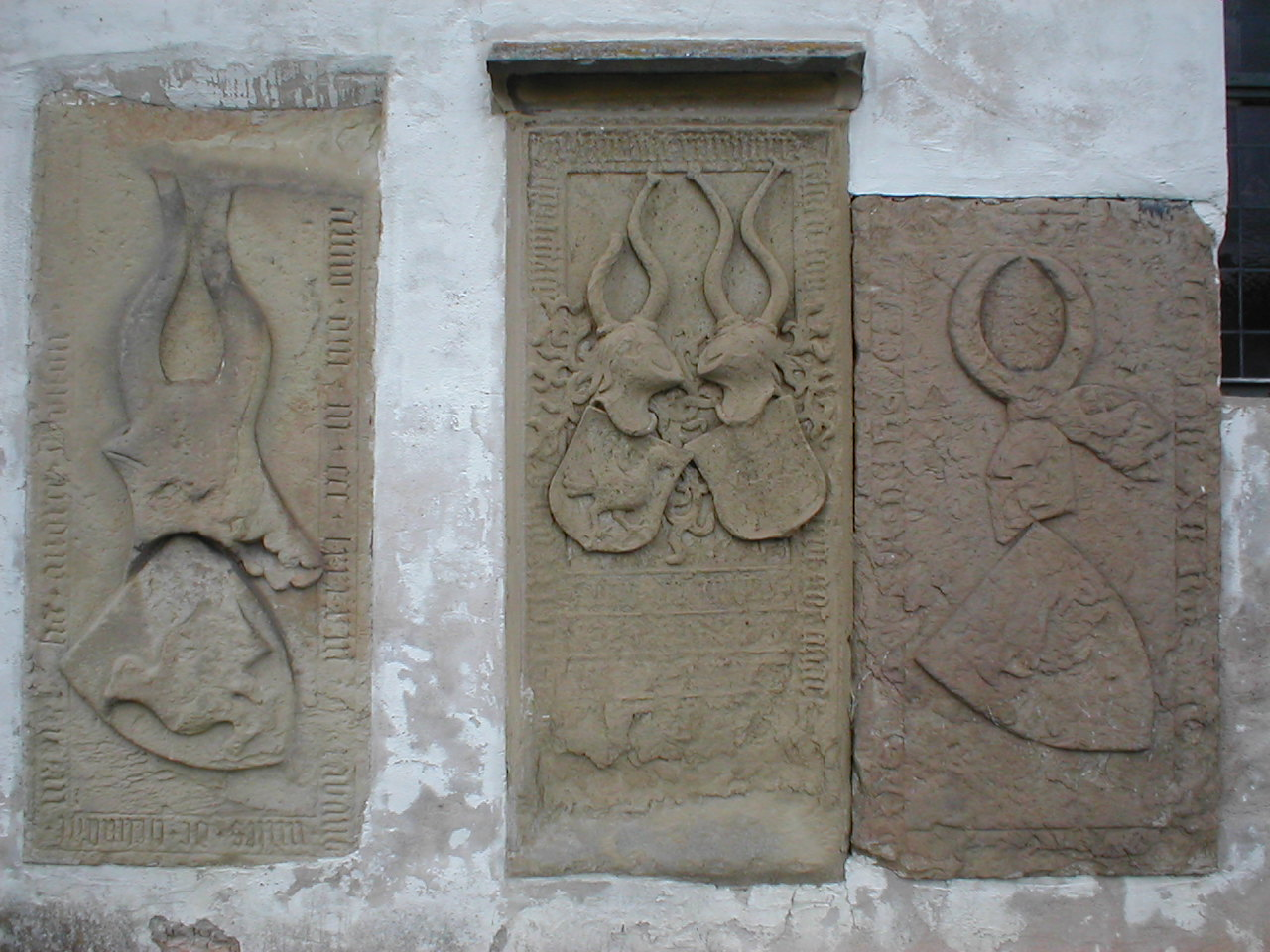
Historische Grabplatten an der Außenwand der Totenkirche: links Raban III. († 1393), in der Mitte Weiprecht III. († 1478), rechts Raban I. († 1344), Zustand vor Sanierung, Aufnahme von 2006

Im Außenbereich der Kirche befinden sich die Grabdenkmale folgender Personen:
- Helena, geb, von Morsheim († um 1600) (Grabstein aus rotem Sandstein)
- August Raban von Helmstatt (1776–1842) (Epitaph)
- Johann Philipp von Helmstatt (1545–1594) (Grabstein aus grauem Sandstein)
- Georg Philipp von Helmstatt († 1619) (Grabsteinfragment, gelber Sandstein)
- Weiprecht II. von Helmstatt († 1421) (Grabplatte aus rotem Sandstein)
- Anna Adelheid, geb. von Ehrenberg († 1377), Ehefrau Rabans III. (Grabplatte aus gelbem Sandstein)
- Raban III. von Helmstatt († 1393), Sohn Rabans II. (Grabplatte aus gelbem Sandstein)
- Weiprecht III. von Helmstatt († 1478) und Getze von Werberg († 1465) (Grabplatte aus gelbem Sandstein)
- Raban I. (d. J.) von Helmstatt († 1344), Vater Rabans II. und Dieters (Grabstein aus gelbem Sandstein)
- Sibylla Landschadin von Steinach († 1577), Schwägerin des Johann Philipp von Helmstatt (Grabplatte aus gelbem Sandstein)
- Agnes, geb. Landschadin von Steinach († 1580), erste Ehefrau Johann Philipps von Helmstatt (Grabstein aus gelbem Sandstein)
- Sara von Helmstatt (1542–1616), Frau Heinrichs von Helmstatt (Grabstein aus gelbem Sandstein)
- Christoph von Helmstatt († 1578) (Grabstein aus Sandstein)
- Wolfgang Heinrich von Helmstatt (1681–1720) (Grabstein)
- Carl Valentin von Helmstatt (1647–1702) (Grabplatte)
- Pleickard Maximilian Augustin von Helmstatt (1728–1802) (Grabplatte)
- Juliana Charlotta geb. Tritschler von Falkenstein (1690–1761), Frau Wolfgang Heinrichs von Helmstatt (Grabstein)
- Anna, geb. von Neipperg († 1415), Frau Weiprechts I. (Grabsteinfragment aus Buntsandstein)

Außerdem sind in der Totenkirche noch das Grabmal des Arztes Rudolf Schlick († 1596), ein nicht mehr lesbarer, vermutlich einem Adeligen gehöriger Grabstein an der äußeren Westwand sowie vier Grabsteine aus dem 17. und 18. Jahrhundert bürgerlicher Herkunft an der südlichen Außenwand erhalten.

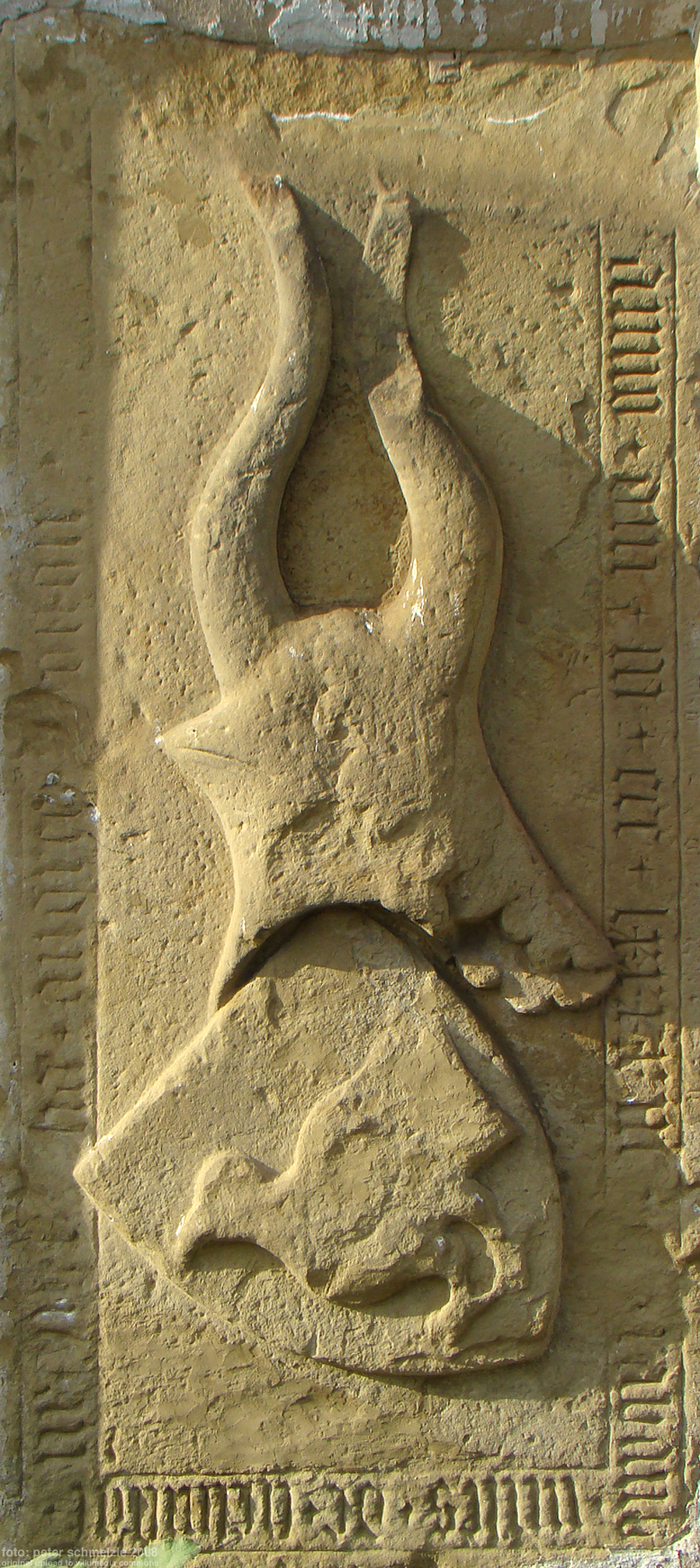
Raban III. von Helmstatt
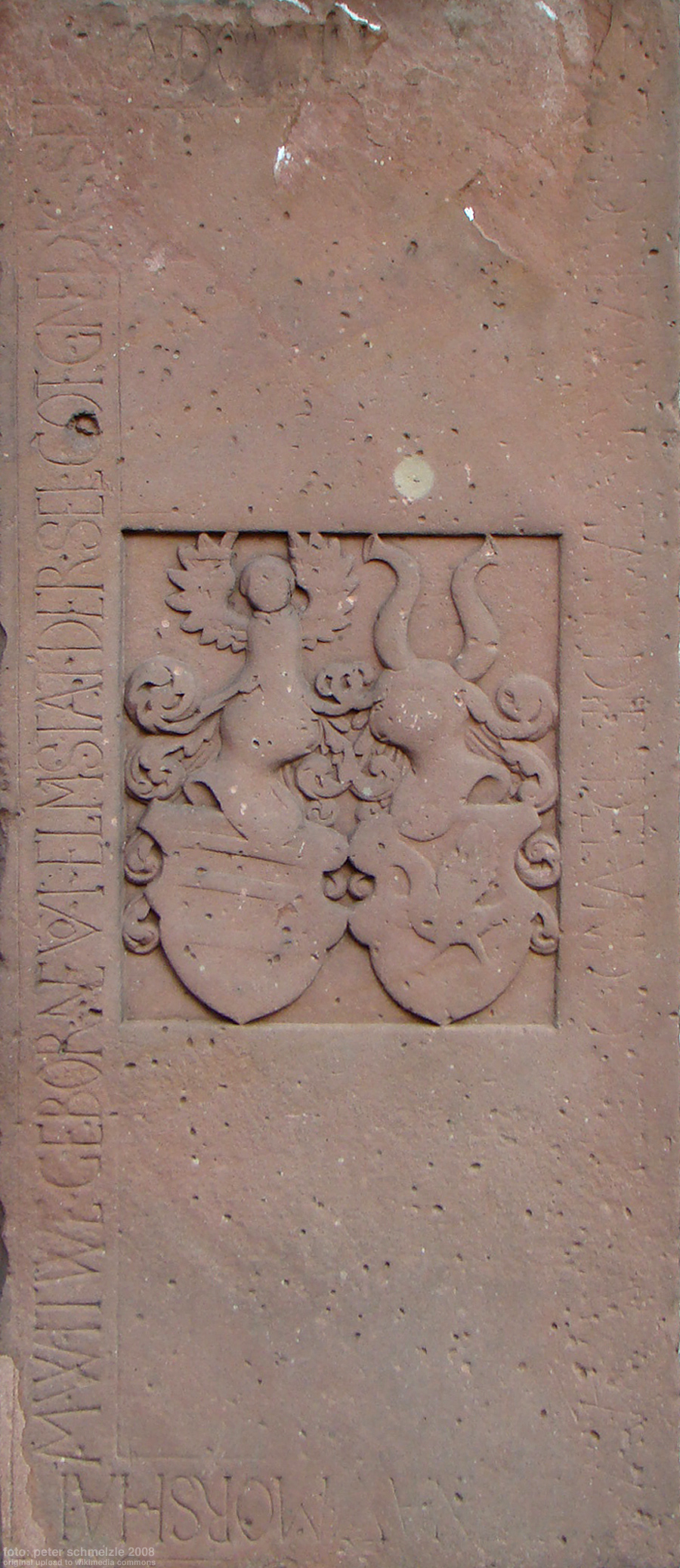
Helena von Morsheim
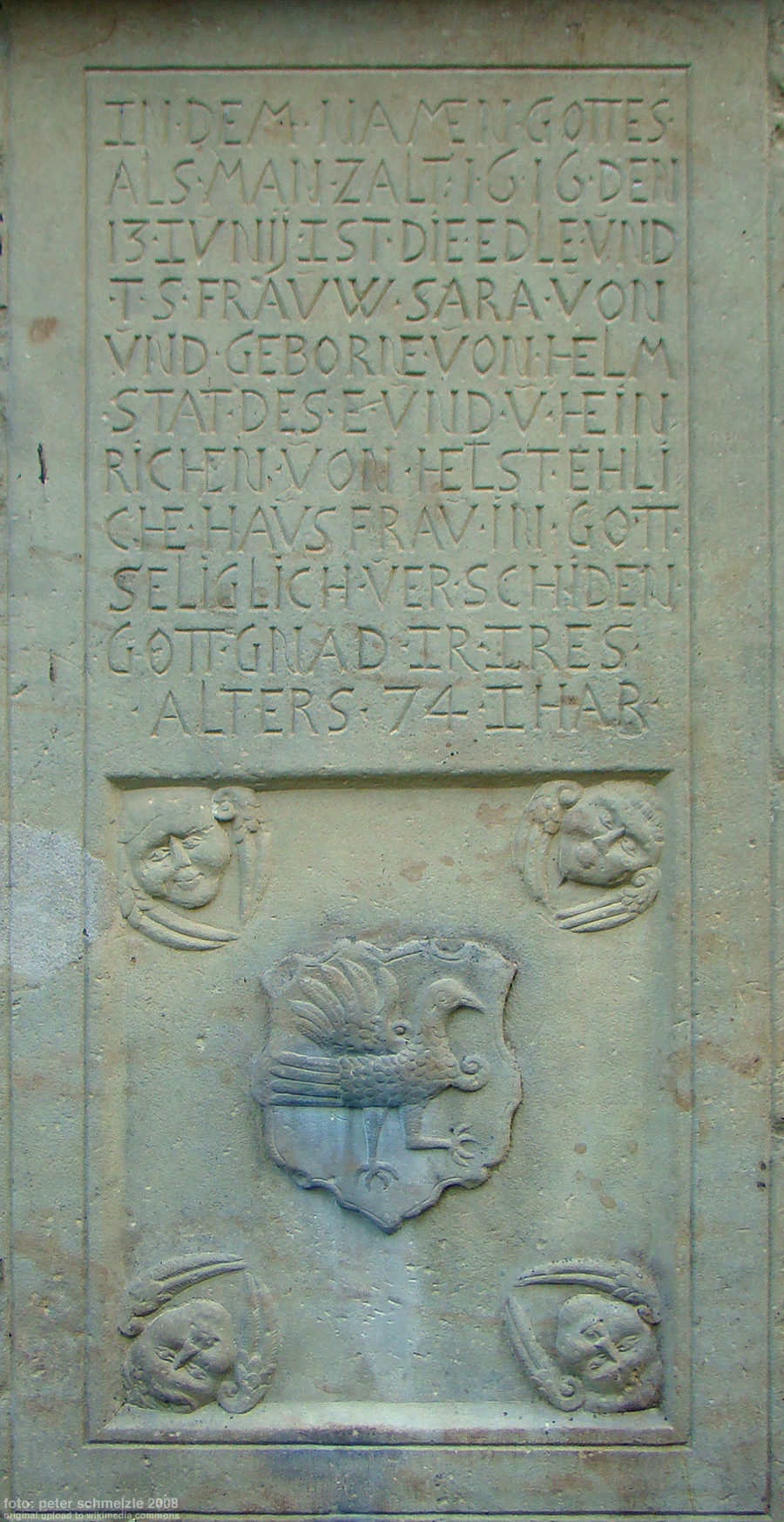
Sara von Helmstatt
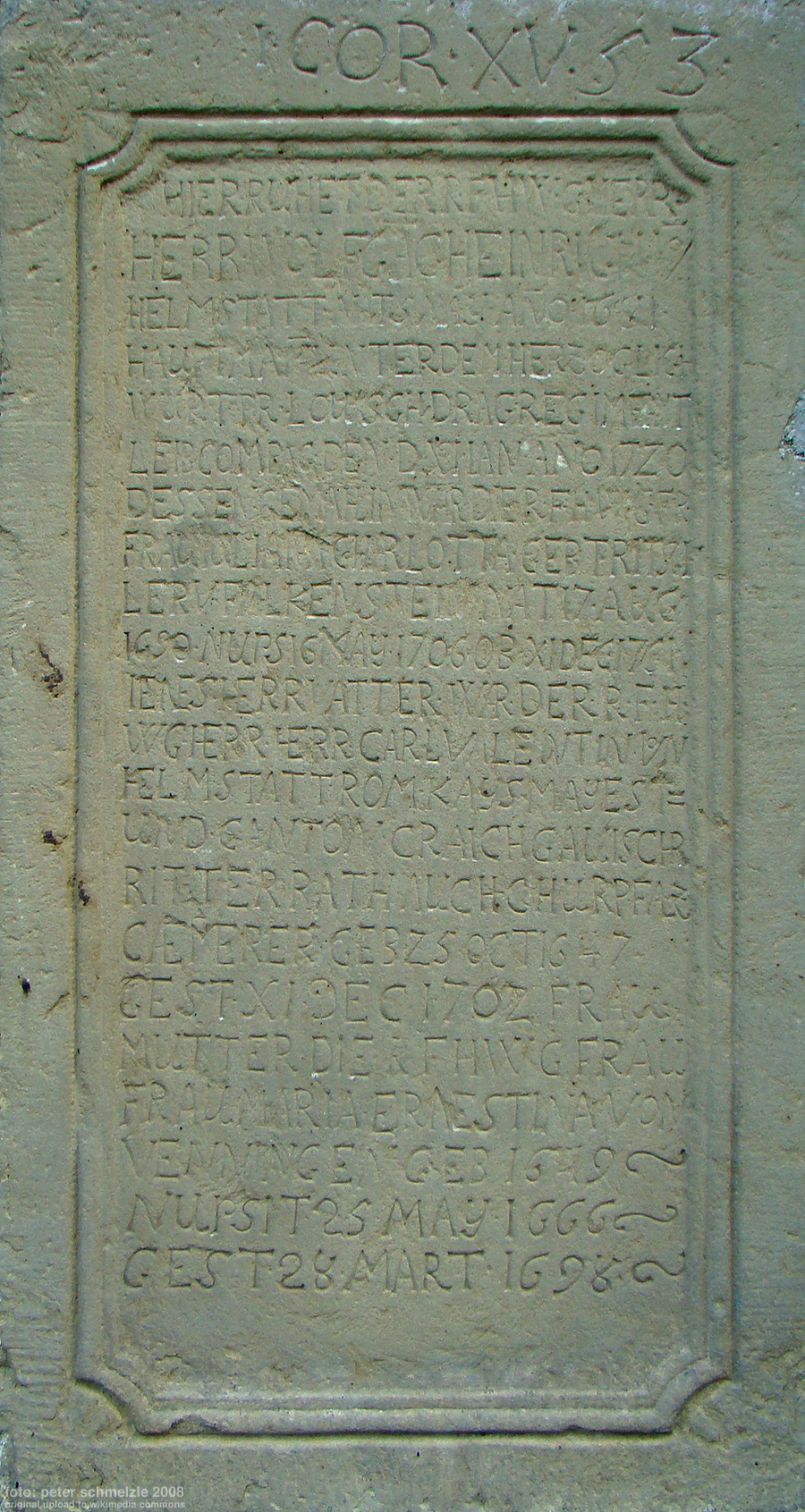
Wolfgang Heinrich von Helmstatt
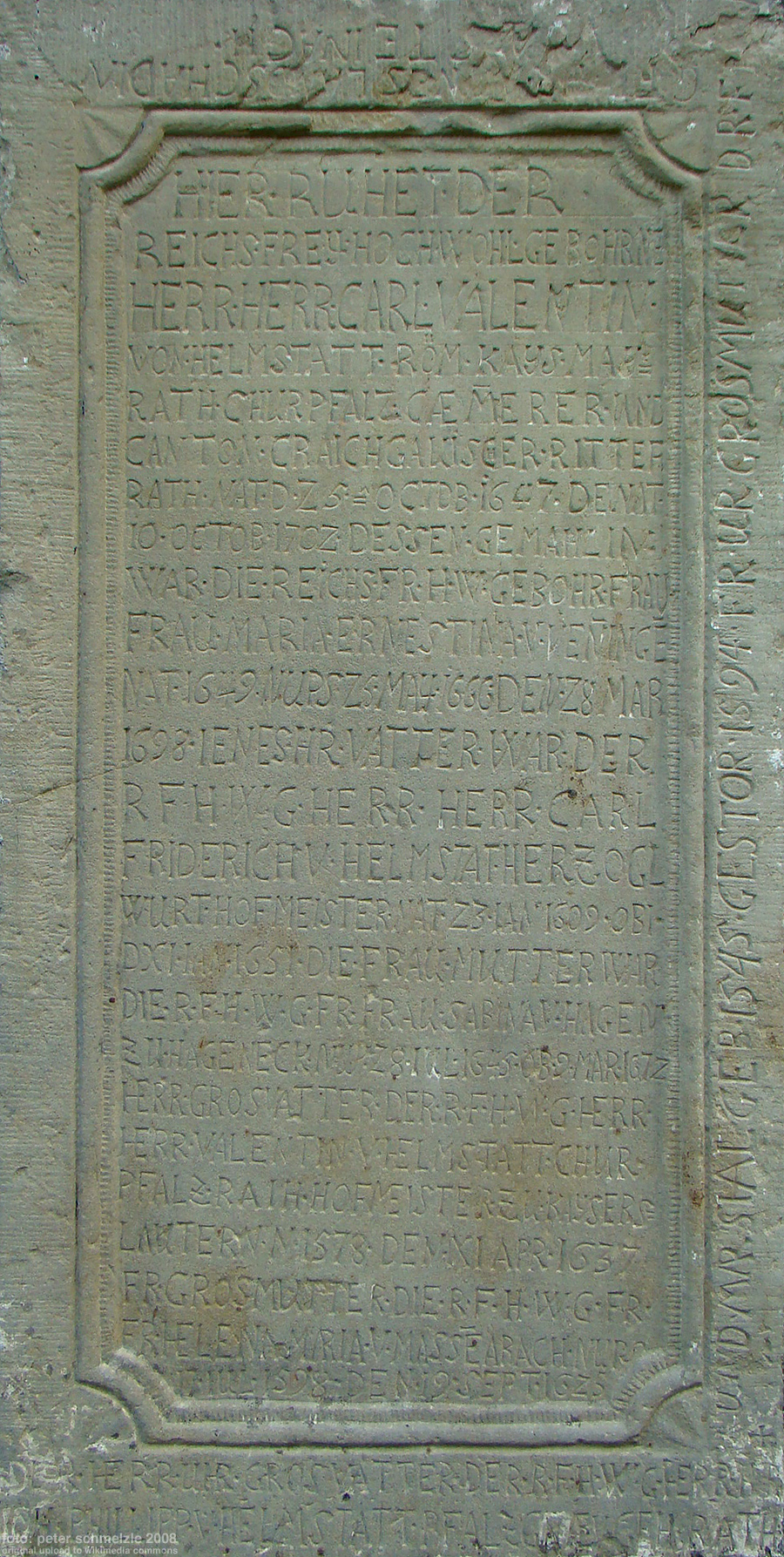
Carl Valentin von Helmstatt
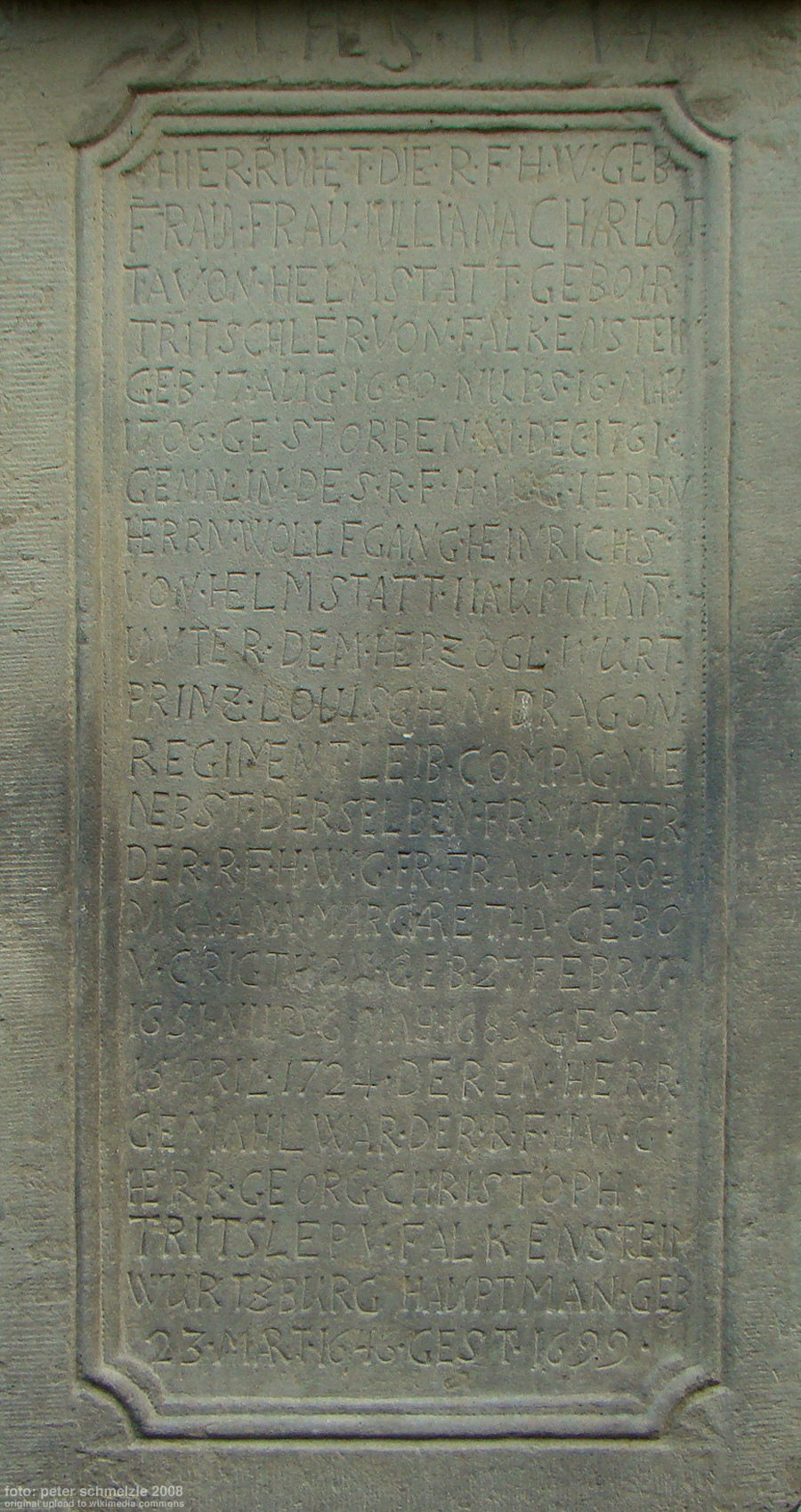
Julia Charlotta, geb. Tritschler von Falkenstein
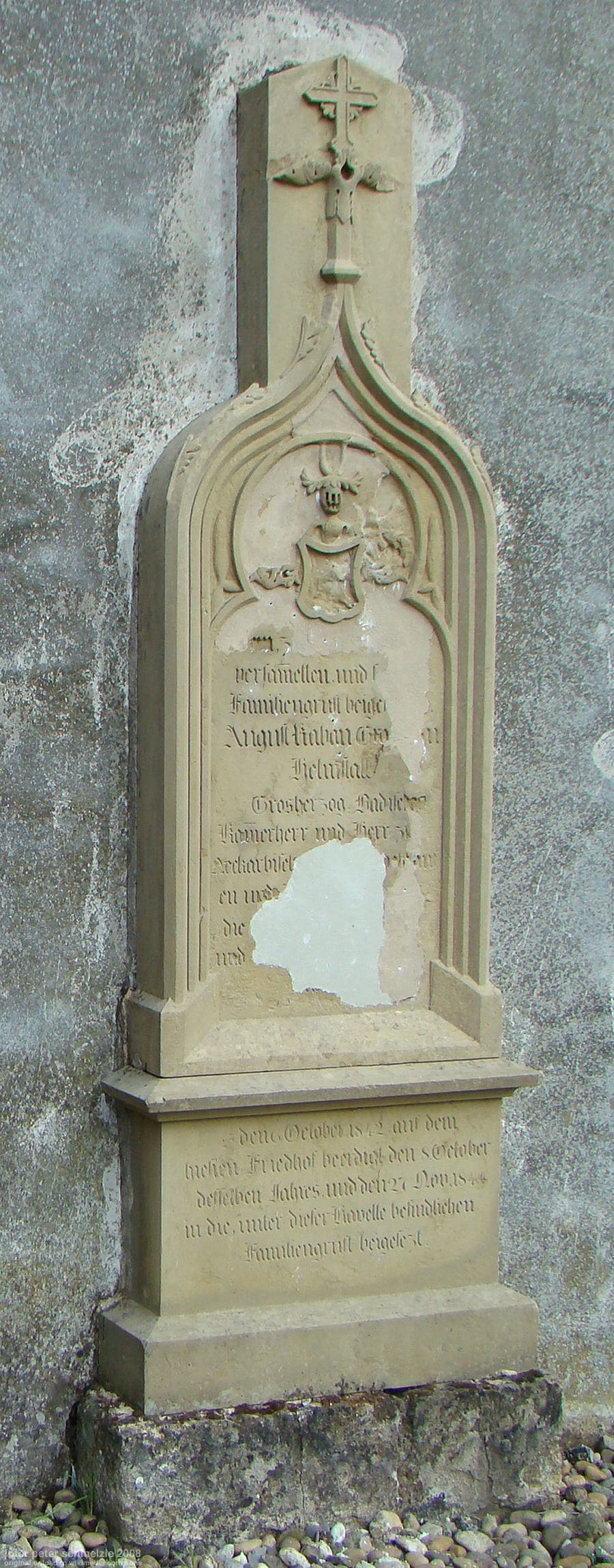
August Raban von Helmstatt
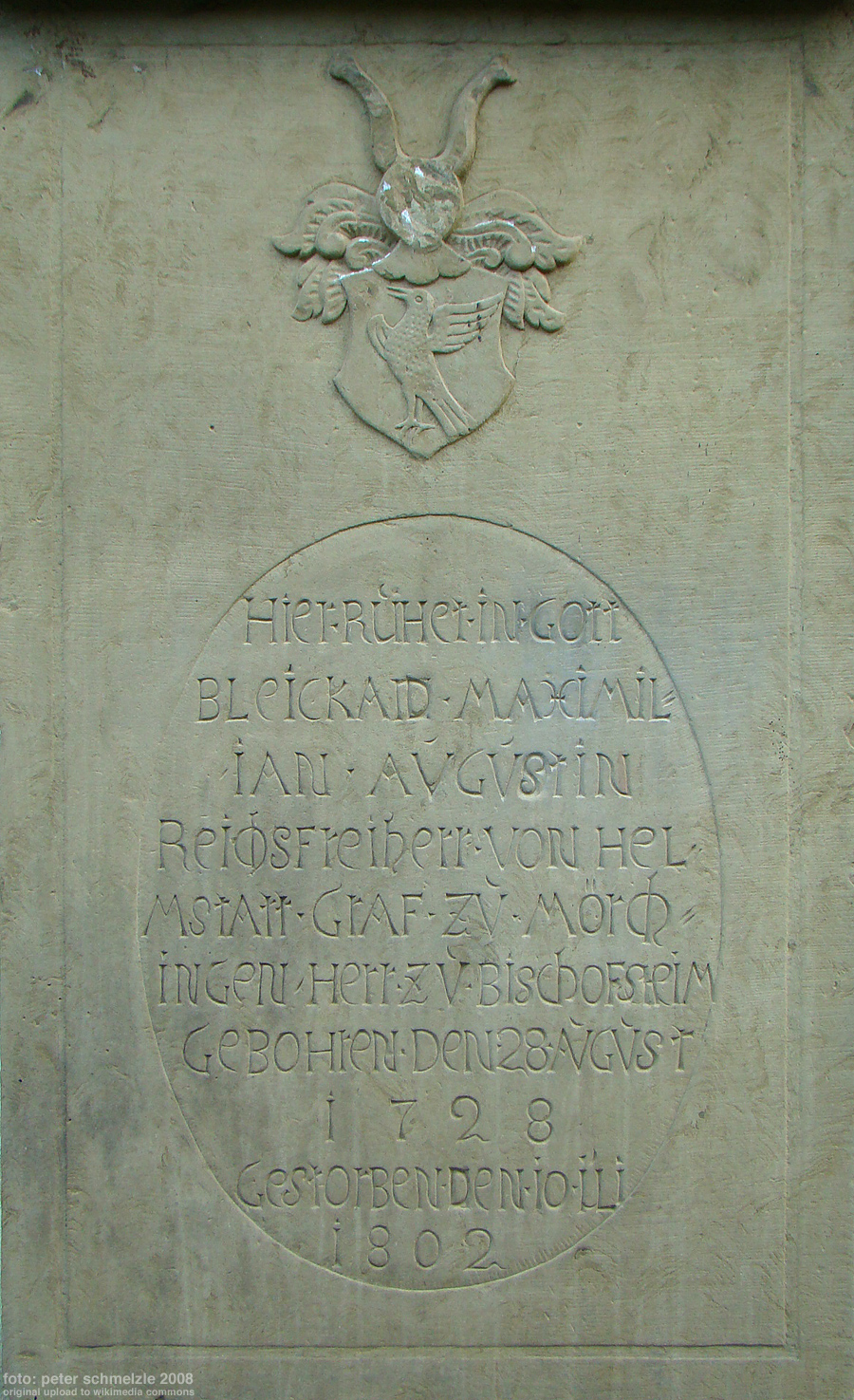
Bleickard Maximilian von Helmstatt

### Fresken

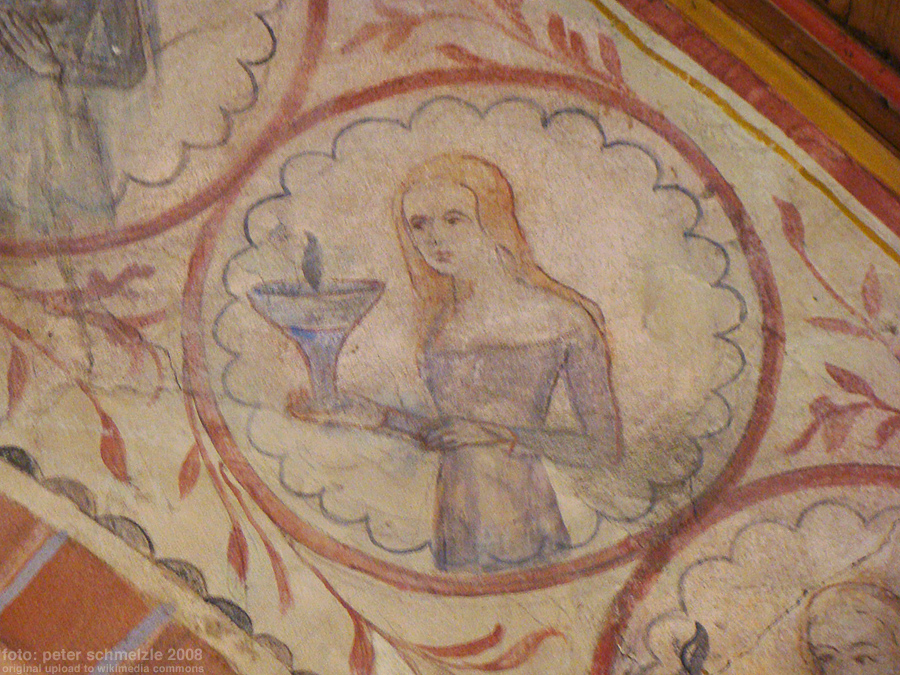
Detail der Fresken auf der Chorseite des Triumphbogens: Kluge und törichte Jungfrauen

Den vorhandenen Fragmenten nach zu urteilen, war einst die ganze Kirche farbenprächtig ausgemalt. Durch Umbauarbeiten, vor allem durch die Aufstellung und Anbringung der zahlreichen Grabdenkmäler, gingen große Teile der Fresken verloren. Die im Laufe der Zeit übermalten Reste der Wandmalereien wurden 1908 wiederentdeckt und 1910/11 restauriert.
Die Chormalerein entstanden zwischen 1350 und 1375 und zeigen an der Nordseite Szenen aus der Schöpfungsgeschichte des Alten Testaments, während an der Südseite neutestamentliche Szenen aus dem Leben Jesu dargestellt sind, darunter das Abendmahl, Jesu Einzug nach Jerusalem und Jesus mit den Jüngern im Garten Gethsemane. Man vermutet, dass sich im Chor auch einst eine Darstellung des Kirchenpatrons Johannes befunden hat.
Der Chorbogen ist innen mit dem Gleichnis von den klugen und törichten Jungfrauen bemalt, die Außenseite lässt ein Fragment des Einzugs der Jungfrauen in den Himmel erkennen.
Das wohl etwas später als der Chor ausgemalte Langhaus zeigt an der Nordwand eine große Darstellung des heiligen Christophorus und in den Fensterlaibungen zahlreiche weitere kleinere Heiligendarstellungen, darunter die Heiligen Katharina, Elisabeth, Maria Ägyptiaca und Wolfgang.

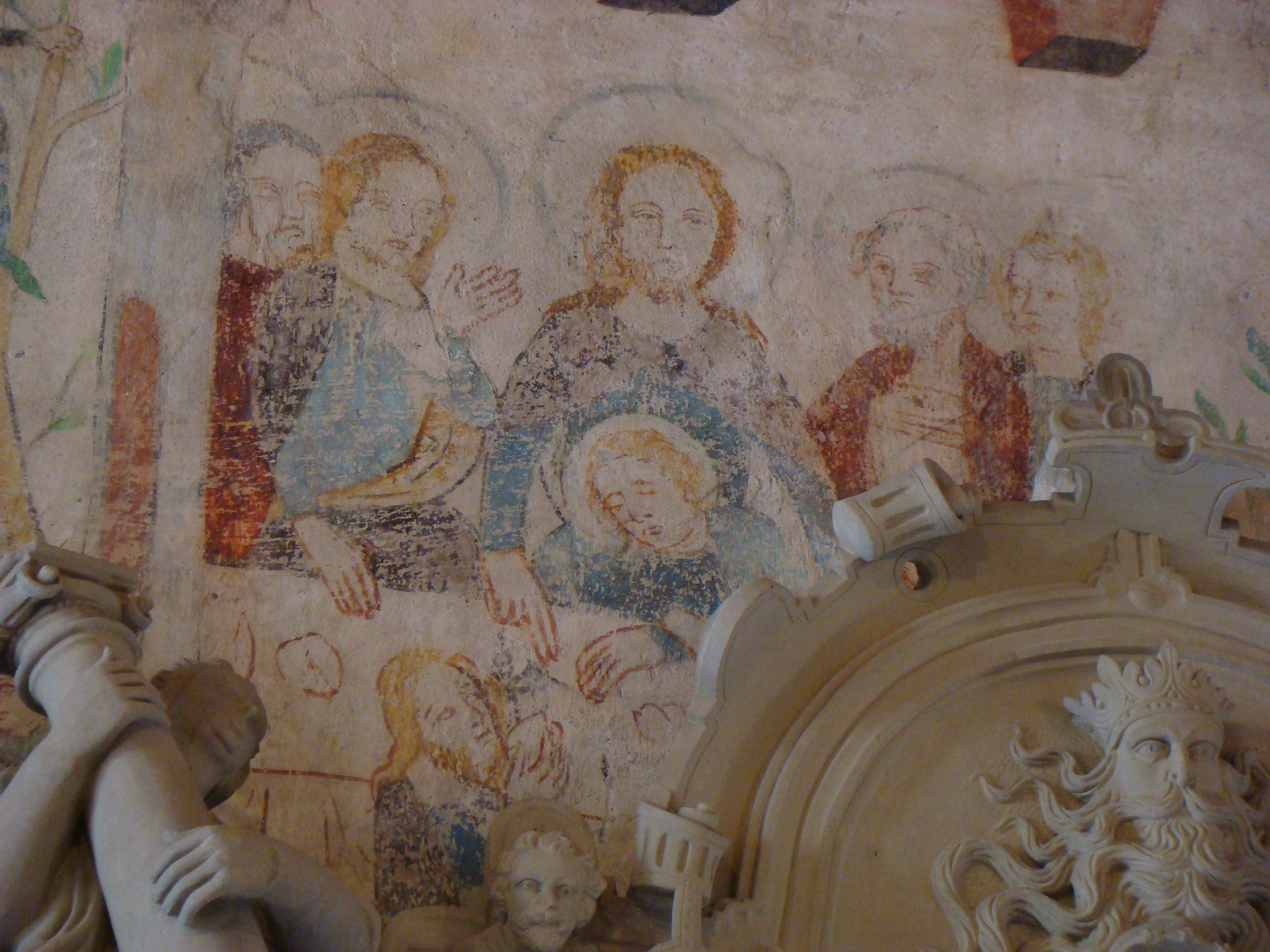
Detail von der Südwand des Chors: Abendmahl
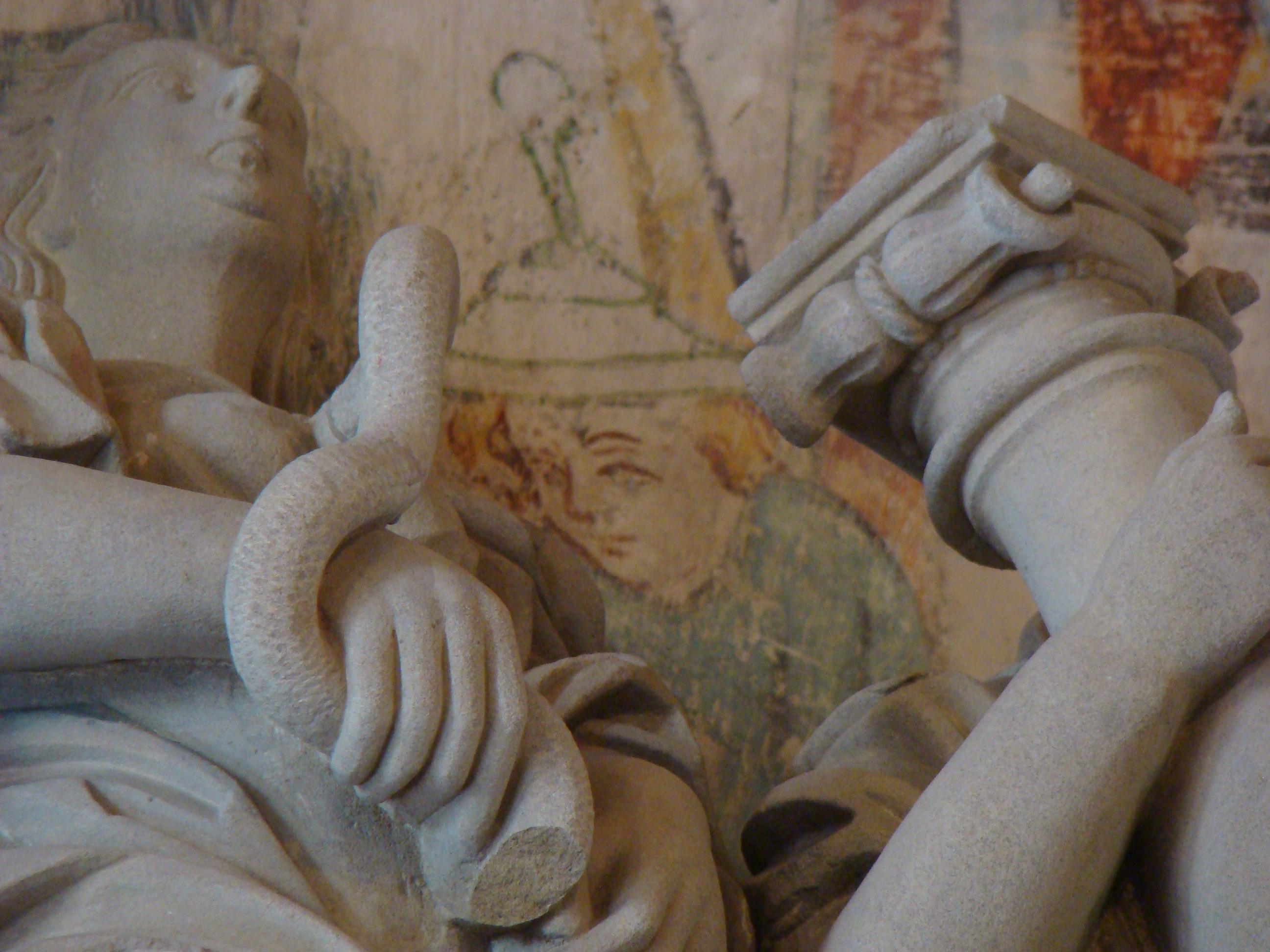
Detail von der Südwand des Chors: Jude mit Judenhut
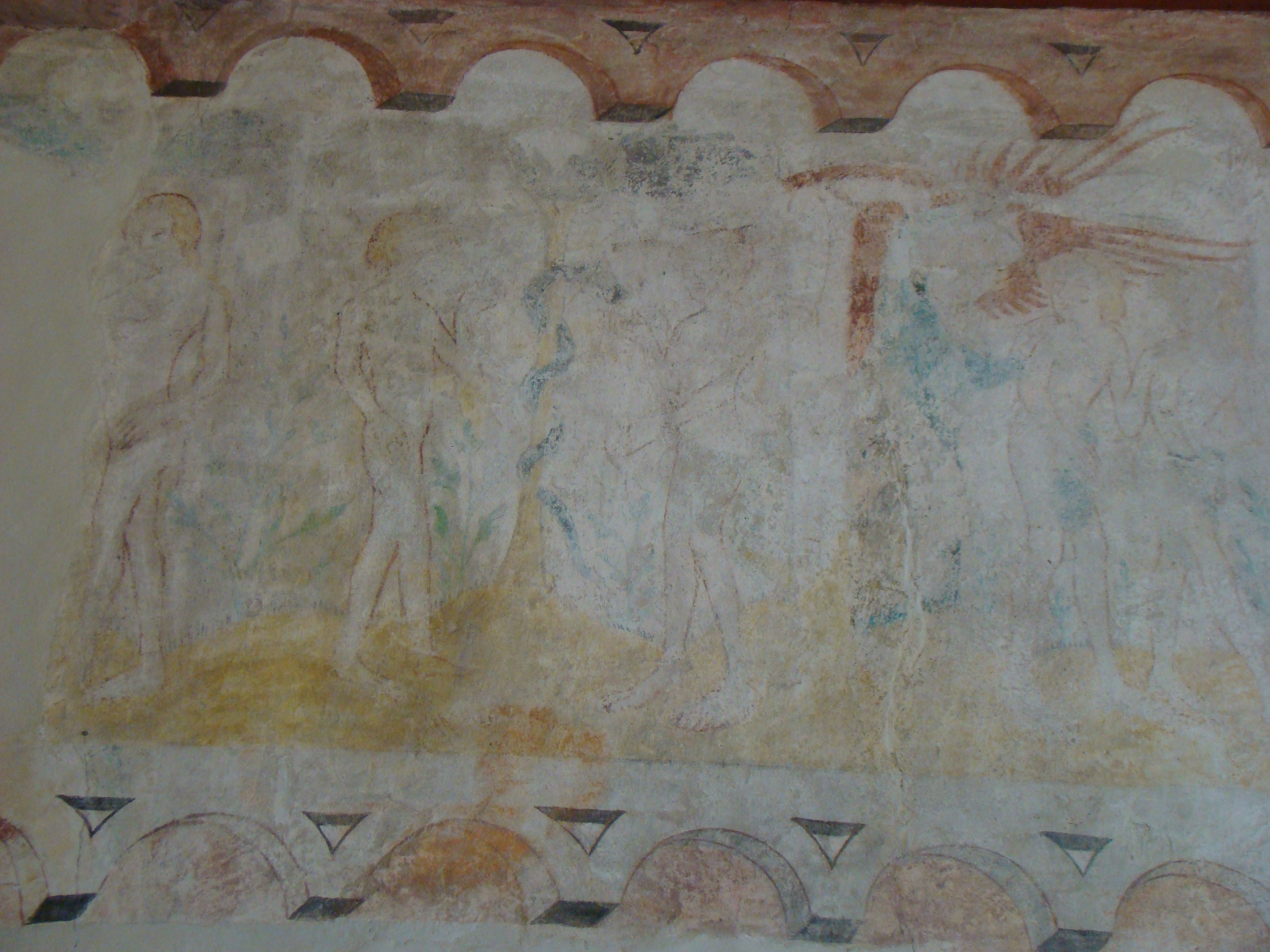
Detail von der Nordwand des Chors: Adam und Eva
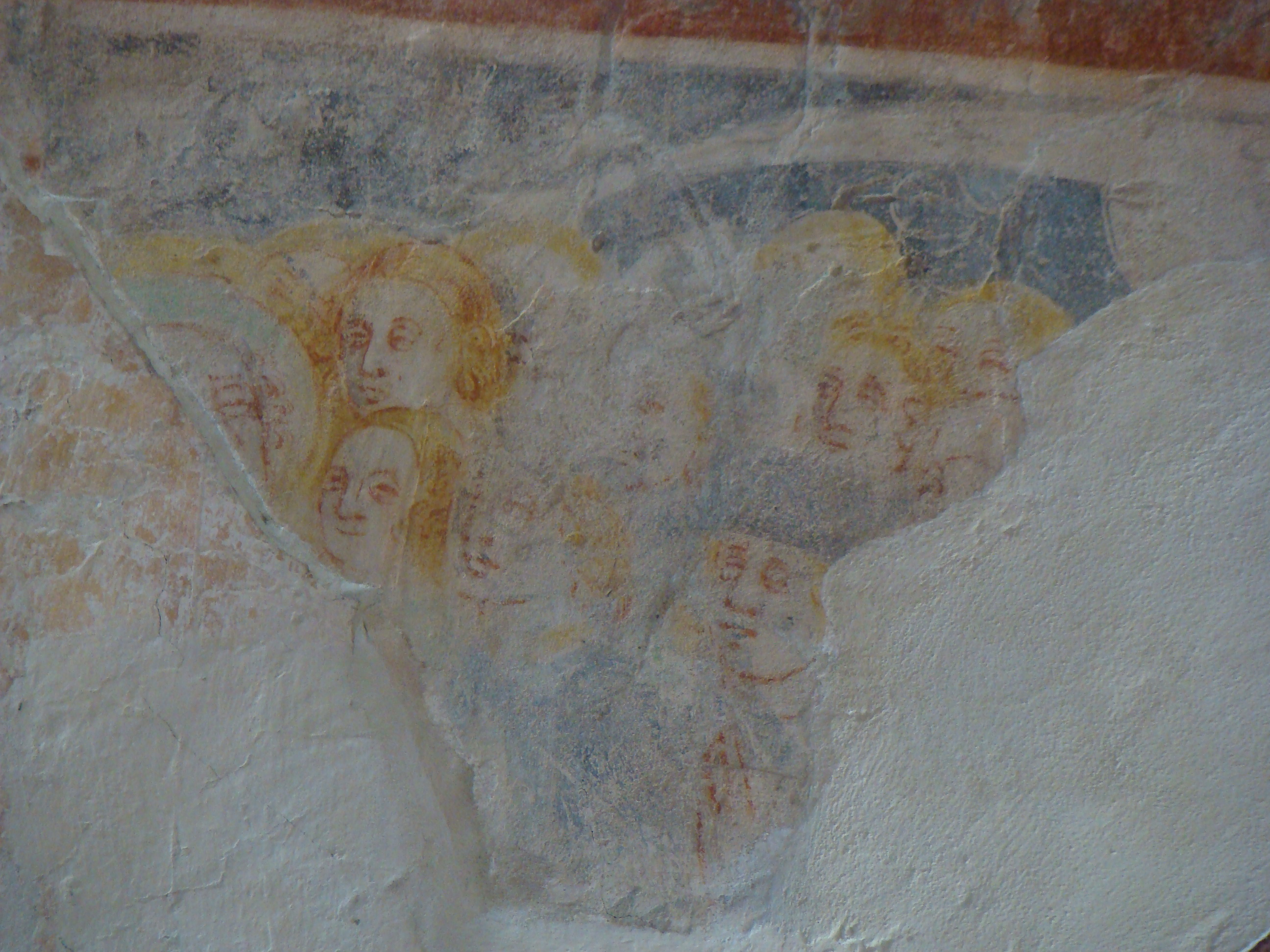
Detail von der Langhausseite des Chorbogens

### Glocke
Die Glocke im Glockentürmchen trägt die Inschrift „M + CCC + LXVI“ und müsste danach aus dem Jahre 1366 stammen. Jedoch kennt man in Altensteig bei Calw eine werkstattgleiche Glocke aus dem Jahr 1467, daraus und aus der Buchstabenstellung der Neckarbischofsheimer Glockendatierung wird geschlossen, dass die Beschriftung ein Gussfehler ist und die Glocke erst 1466 gegossen wurde.